# Histoire de la Serbie

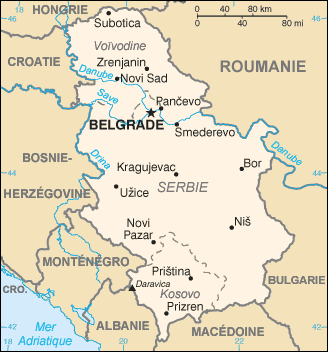
La Serbie en 2024 selon sa Constitution (qui considère le Kosovo comme une région autonome, au même titre que la Voïvodine, alors que ce dernier s'est proclamé indépendant).

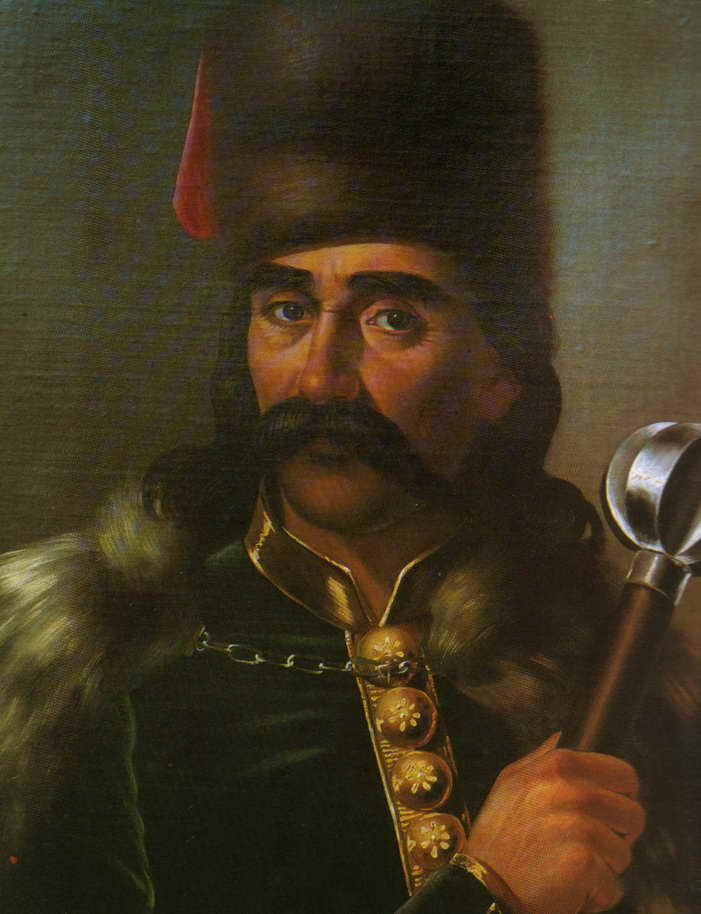
Marko Mrnjavčević, personnage historique des Serbes, par Mina Karadžić, peint vers 1850. Marko Mrnjavčević a régné de 1371 à 1395 à Prilep.

L'histoire de la Serbie concerne, du point de vue territorial (droit du sol) l'étendue actuelle de ce pays des Balkans (77 474 km2) ; du point de vue ethnique (droit du sang) elle concerne le passé du peuple serbe, qu'il vive en Serbie (7,8 millions d'habitants en 1991) ou dans d'autres pays (3,9 millions de Serbes hors-frontières).

## Préhistoire de la région
Des traces d'hominidés datées d'environ 400 000 ou 500 000 ans ont été trouvées récemment dans la « gorge de Sićevo». Voir aussi les Sites préhistoriques en Serbie (en).

### Néolithique
L’agriculture et l’élevage sont apparues dans la région à partir d’environ 6400 av. J.-C. après s’être développées en Anatolie. La culture de Starčevo a joué un rôle majeur dans la néolithisation de l’Europe du Sud-Est. Elle s’étendit de la Serbie actuelle à la partie occidentale du bassin des Carpates, englobant les régions actuelles du nord de l’actuelle Croatie et du sud-ouest de l’actuelle Hongrie (environ 6000 à 5400 av. J.-C.). La culture rubanée apparaît au milieu du VIe millénaire av. J.-C. Les recherches archéologiques ont révélé une zone d’interaction entre des groupes autochtones de chasseurs-cueilleurs et d’agriculteurs de l’extrême nord de la culture de Starčevo, en Transdanubie, qui ont pu donner naissance à la culture rubanée. Ce courant est présent notamment du nord de la Serbie sur le site de Lepenski Vir.
La culture de Vinča, datée de 5 500 à 3 500 ans av. J.-C. succède à la culture de Starčevo. Elle doit son nom au site de Vinča-Belo brdo ou Vinča, situé à une vingtaine de kilomètres au sud-est de Belgrade, sur les bords du Danube,.
Cette culture archéologique est marquée par une période de croissance démographique dans la région grâce à une pratique plus intense de l'agriculture. On y a trouvé de nombreux villages bien organisés, des poteries, des figurines en argile anthropomorphes ou zoomorphes, et des artefacts présentant des symboles qui, pour les protochronistes (très influents dans les Balkans) pourraient « former la plus ancienne proto-écriture connue ». La métallurgie du cuivre existait déjà dans cette culture,, bien que les outils soient encore essentiellement en pierre taillée ou polie ou en os. Plus récemment, on y a découvert des objets en bronze : dans l'optique protochroniste cette technique et ces objets sont systématiquement présentés comme « les plus anciens », « les plus précoces » ou « les premiers au monde ». Cette manière de voir l'histoire n'est pas spécifique à la Serbie, mais à la plupart des États balkaniques, ce qui a fait dire à Winston Churchill : « la région des Balkans a tendance à produire plus d’histoire qu'elle ne peut en consommer ».

### Âge du bronze

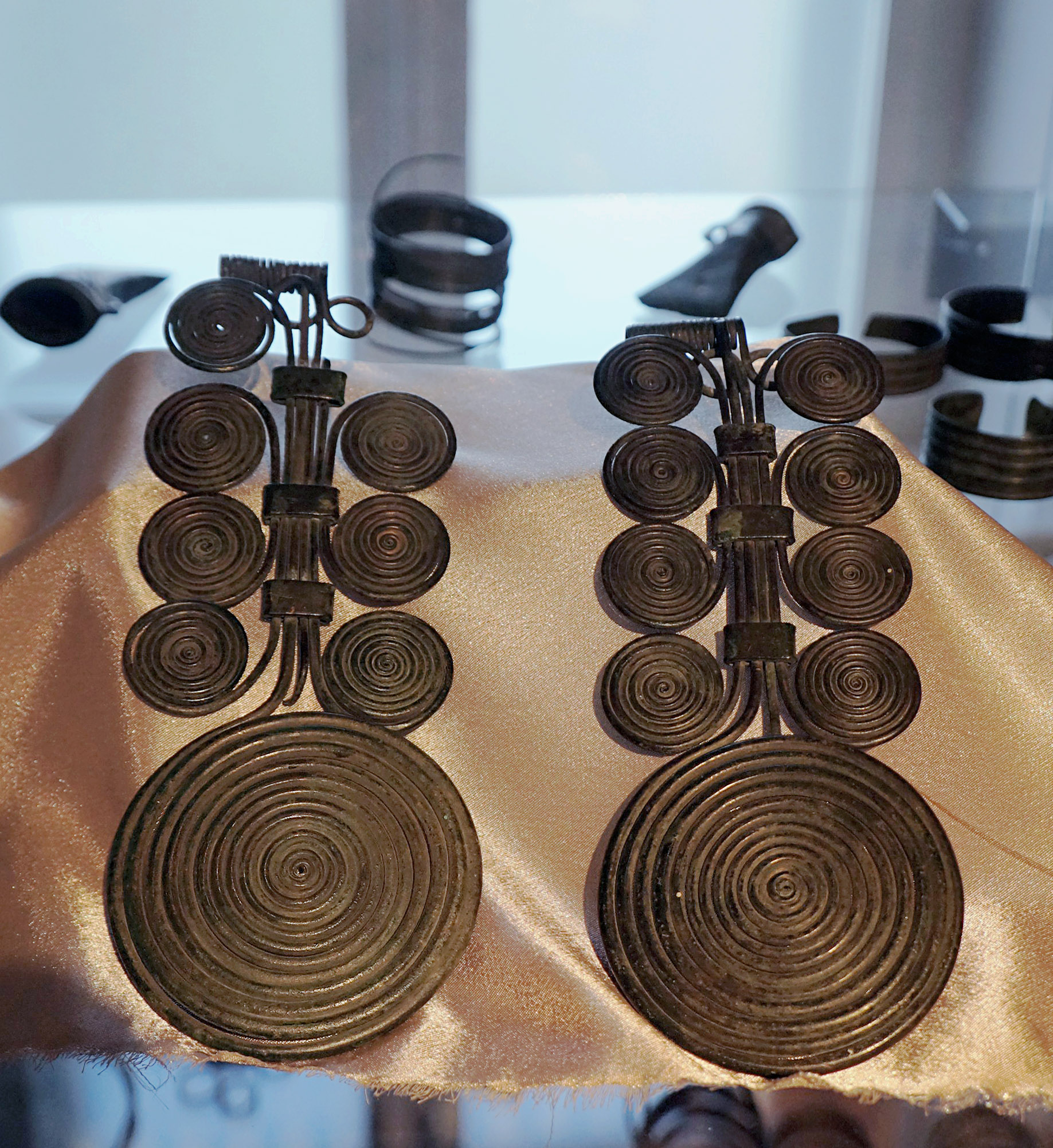
Fibules, trésor de Sečanj, musée de Zrenjanin, Âge du bronze

La culture du Mureș, vers 2200 avant J.C., forme une sorte d'enclave régionale de l'âge du bronze danubien située dans le sud-est de l'actuelle Hongrie, le sud-ouest de l'actuelle Roumanie et le nord de l'actuelle Serbie. L'agencement des cimetières, les sépultures et les coutumes funéraires, et la culture matérielle trouvée sur des sites de cette région, dont font partie les premières tombes du cimetière de Mokrin, sont dans les phases initiales étonnamment semblables avec celles du Burgenland et de la Basse-Autriche. Ces cimetières apparaissent subitement, sans prédécesseurs régionaux, ce qui est signe d'un changement de population.
Cette population donne naissance à ses propres nouvelles colonies. Les maisons construites (6–8 par 4–5 m) avec plancher et foyer sont disposées en ruelles étroites. Une gamme d'objets métalliques a été créée, par exemple des colliers, des poignards courts triangulaires au début et plus tard des tutuli, pendentifs en forme de croissant ou de cœur, et enfin des haches plates, de longs poignards, des fers de lance, des haches à marteaux. Des perles de faïence et d'ambre sont également présentes, indiquant une large gamme de contacts à longue distance. Le rite funéraire se compose de squelettes en position accroupie ou assise, avec également l'apparence de sépultures en pithos. Les différences sociales sont observables.
Durant l'âge du bronze, la culture de Vatin, dénommée d'après le village de Vatin en Serbie, a des racines indo-européennes et est culturellement liée à la Grèce mycénienne.
La culture de Vatin développe une stratification sociale au sein de sa population. Elle connaît de grands établissements centraux, qui étaient entourés de petites colonies et de fermes. Les grandes colonies étaient des centres économiques et sociaux, ainsi que les sièges des chefs tribaux. Ces centres fortifiés avaient un caractère défensif. L'épais réseau de grandes colonies fortifiées est caractéristique de la défense collective d'un vaste espace.
Les occupations principales des habitants de la culture de Vatin étaient l'agriculture et l'élevage et on suppose qu'ils produisaient également de la bière. Dans de nombreuses colonies, des restes de jouets pour enfants en céramique ont été découverts, dont de petits chariots tirés par des bovins ou des maquettes de bateaux à rames. Les outils, les armes et les bijoux étaient principalement achetés par le commerce, mais certaines grandes colonies avaient également leurs propres ateliers qui produisaient des objets en bronze. Une fonderie d'objets en bronze a été découverte sur le site de Feudvar, situé près de Mošorin au bord du plateau de Titel, et selon les chercheurs, elle a probablement été utilisée pendant plusieurs centaines d'années.

### Illyriens et Daces
L'âge du fer commence avec les Illyriens, les Daces et les Thraces (1200-500) dans le bassin des Carpates, en Dardanie, en Mésie et en Thrace.

### Celtes
Au cours des siècles précédant l'ère chrétienne, les Proto-Celtes (ou peuple du champ des urnes) descendent le long du Danube, porteurs de la culture de Hallstatt et de la culture La Tène. Les Scordiques, un des principaux peuples celtes, établirent leur capitale à Singidunum, l'actuelle Belgrade. Les Proto-Celtes pénétrèrent sur l'actuel sol serbe aux environs de -500, soit en s'imposant militairement (là où les autochtones paléo-balkaniques résistèrent comme à Glasinac), soit pacifiquement par les relations commerciales (comme à Ripač).

### Romains
Après l'extension de la conquête romaine jusqu'au Danube, sous Auguste, la province romaine d'Illyrie est créée en -9. En 10, cette province est divisée, et le terme Illyrie tombe en désuétude. La région est totalement pacifiée en 27.
La contribution romaine au peuplement des Balkans se décline selon deux modalités. D'une part, Edward Gibbon estime à un million le nombre de légionnaires présents dans les Balkans durant la période romaine ; d'autre part durant les premiers siècles du Ier millénaire une partie non-négligeable des autochtones a été latinisée au nord de la ligne Jireček donc y compris dans l'actuelle Serbie. Auguste acheva la pacification de l'Illyrie en soumettant définitivement en -35 les Iapodes et en -34 les Dalmates ; en -27 il remit l'Illyrie au Sénat de Rome. La romanisation des Illyres a produit la langue romane dalmate ; celles des autres populations balkaniques les langues romanes orientales. 
Bâtie au Ier siècle de notre ère sur la voie Via Militaris, la ville de Viminacium sert de camp de base à la Legio VII Claudia, et abrite quelque temps la Legio IIII Flavia Felix. Capitale de la province de la Mésie supérieure, elle compte à son apogée jusqu'à 40 000 habitants, et est de ce fait une des plus importantes villes romaines et centres militaires des Balkans dans la période du Ier  au  IVe siècle.
Après le partage de l’Empire romain par l'empereur Théodose Ier, en 395, les territoires serbes actuels se trouvent dans l'Empire romain d'Orient (voir la liste des noms latins des villes des Balkans et la Serbie à l'époque romaine).

### Grandes migrations
Lors des invasions barbares, le contrôle des régions serbes actuelles passa aux Huns, aux Avars, aux Ostrogoths et aux Gépides puis repassèrent sous l'autorité de l'Empire romain d'Orient au VIe siècle alors que des populations slaves s'y installent au début du VIIe siècle et commencent à former des duchés nommés « Sklavinies ».

## Arrivée des Serbes
- Hypothèse protochroniste : migration du nord Caucase vers l'Europe centrale avant les migrations slaves
- Migration attestée de la Serbie blanche avec à leur tête le Prince de Serbie Blanche vers 600 apr. J.-C.
- Échange de populations entre l'Empire byzantin et la Grande-Moravie : des Serbes s'installent dans la vallée de la Morava à la place des populations valaques qui vont à l'est de la Moravie en 976

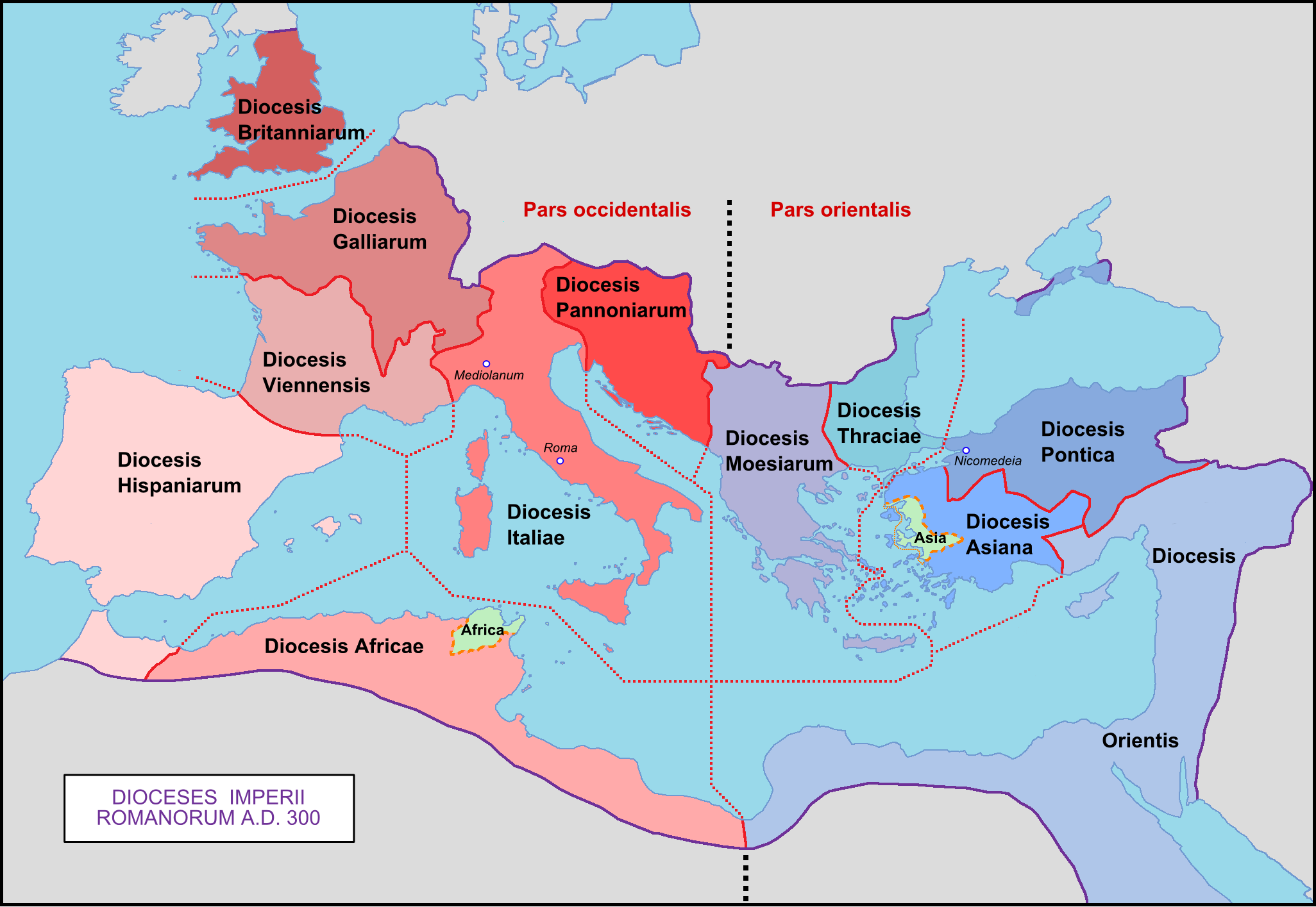
Le diocèse romain de Mésie en 300

Le nord de la péninsule des Balkans dans l’Antiquité tardive (VI)

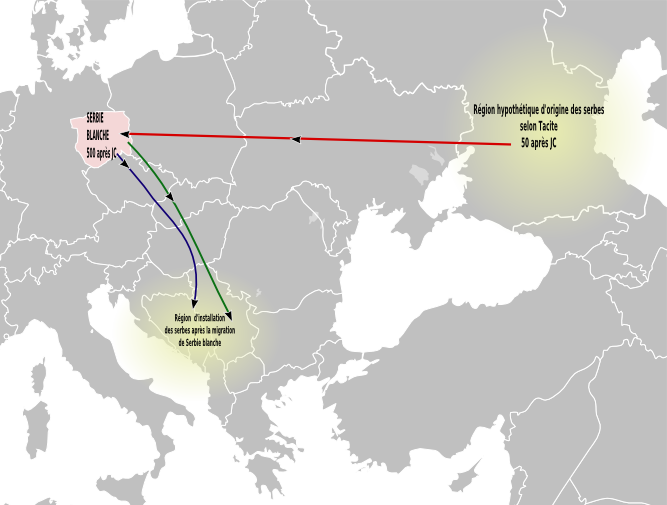
Les migrations des Serbes entre l'an 50 et l'an 1000 selon le point de vue protochroniste qui fait remonter les Serbes à l'Antiquité iranienne du Nord-Caucase en se basant sur l'homophonie relative entre les Serbes et les Siraques antiques :

L'origine même des Serbes est discutée entre les historiens universitaires et l'école protochroniste (très influente dans tous les pays des Balkans). Selon cette dernière, la racine du nom « Serbi » ne serait pas slave mais proviendrait d'un peuple du nord-Caucase mentionné par Tacite au tout début de notre ère : les Siraques, renommés « Serboï » ou « Serbi ». Se basant sur cette homophonie, les protochronistes avancent que les « Serboï » ou « Serbi » seraient un peuple « proto-serbe » d'origine iranienne qui, mélangé aux Slaves, se serait progressivement assimilé à ceux-ci, pour ne laisser que leur nom à leurs sujets slaves. Sachant que les populations successives des Balkans se sont transmis leurs patrimoines génétiques (par exemple le haplogroupe R1a-M458), les protochronistes s'y réfèrent très volontiers pour affirmer que les Serbes tels qu'on les connaît depuis le Moyen Âge, auraient déjà vécu dans les Balkans dès le IVe siècle av. J.-C.,,,,,,,,,,.
De leur côté, les linguistes affirment que Srbi dérive de la racine indo-européenne ser, qui s'apparente au latin servare (« conserver », « garder », « protéger », « préserver », « respecter »). Selon Heinz Schuster-Šewc, la racine indo-européenne srb, qu’on retrouve dans de nombreuses langues slaves, aurait pour signification initiale « apparenté, appartenant à la tribu ».
Quoi qu'il en soit, les historiens universitaires, de basant sur les chroniques de l'antiquité tardive et l'archéologie, affirment qu'entre le Ier siècle et le IVe siècle de notre ère, les Serbes de langues slaves quittèrent le foyer originel des Slaves dans l'actuelle Polésie pour s'établir en Moravie septentrionale, plus exactement entre l'Elbe et la Saale (Allemagne orientale actuelle), dans une région appelée « Serbie blanche ». Ils y vécurent jusqu'au VIIe siècle, lorsque l'empereur byzantin Héraclius demanda l'aide des Slaves du nord, notamment des Serbes, pour refouler les Avars hors des territoires de l'Empire byzantin.
Le premier centre du peuplement serbe dans les Balkans fut une région située dans la vallée de la rivière Morava, que leur chef (dont on ne connaît pas le nom) négocia avec Héraclius en reconnaissance de leur importante contribution dans la défaite des Avars. Ultérieurement d'autres échanges de populations eurent lieu : selon Jean Skylitzès, une partie des Serbes restés au nord vinrent rejoindre ceux déjà installés dans les Balkans, tandis que des Valaques de cette région partaient en Moravie septentrionale, dans la région qui devait s'appeler par la suite « Valaquie morave » (dans l'est de l'actuelle Tchéquie). Pour les protochronistes, les Valaques de Moravie descendent en droite ligne des Volques, un peuple celte qui, selon eux, aurait été d'abord romanisé, ensuite slavisé sur place. La vallée de la rivière Morava fut ensuite la source même de l’expansion serbe dans la péninsule des Balkans.
Militairement mieux organisés que les tribus slaves de la première vague de migration, les Serbes dominèrent aussi des régions avoisinantes, notamment la Dioclée (qui prit plus tard le nom de Zeta, et encore bien plus tard Monténégro), la Bosnie, les régions côtières de Paganie (également dénommée Neretva) et Zachlumie (correspondant toutes deux, aujourd'hui, à une certaine partie de la Dalmatie) ainsi que la Travounie (approximativement le sud-ouest de l'actuelle Herzégovine). Ils passèrent ensuite progressivement de la mythologie slave (fidèles de Péroun, Domovoï, Korochoun et autres dieux slaves) au christianisme byzantin.
Installés principalement dans les plaines et les vallées, les Serbes et les tribus slaves les ayant précédés désignaient les autochtones romanisés par le terme de Valaques (en serbe : Vlah au singulier, Vlaši au pluriel). Essentiellement présents dans les montagnes et sur le littoral, ceux-ci furent progressivement slavisés au cours des siècles qui suivirent, et il n'en reste que très peu à l'heure actuelle, surtout dans la Kraïna orientale (région des Portes de Fer). Le terme de Valaque prit chez les Serbes une connotation souvent péjorative, étant utilisé pour désigner les bergers transhumants, qu'ils soient slaves ou réellement valaques. Seuls les autochtones romanophones du littoral, du fait d'une plus grande imprégnation des traditions romaines, parvinrent à préserver leur autonomie tardivement, jusqu'au Moyen Âge, mais devaient payer un tribut à leurs suzerains slaves. Dalmates et Morlaques (« Valaques de la mer ») finirent toutefois eux aussi par être assimilés par les Slaves de l'arrière-pays.

## Les principautés serbes médiévales

### L'émergence des premières principautés serbes

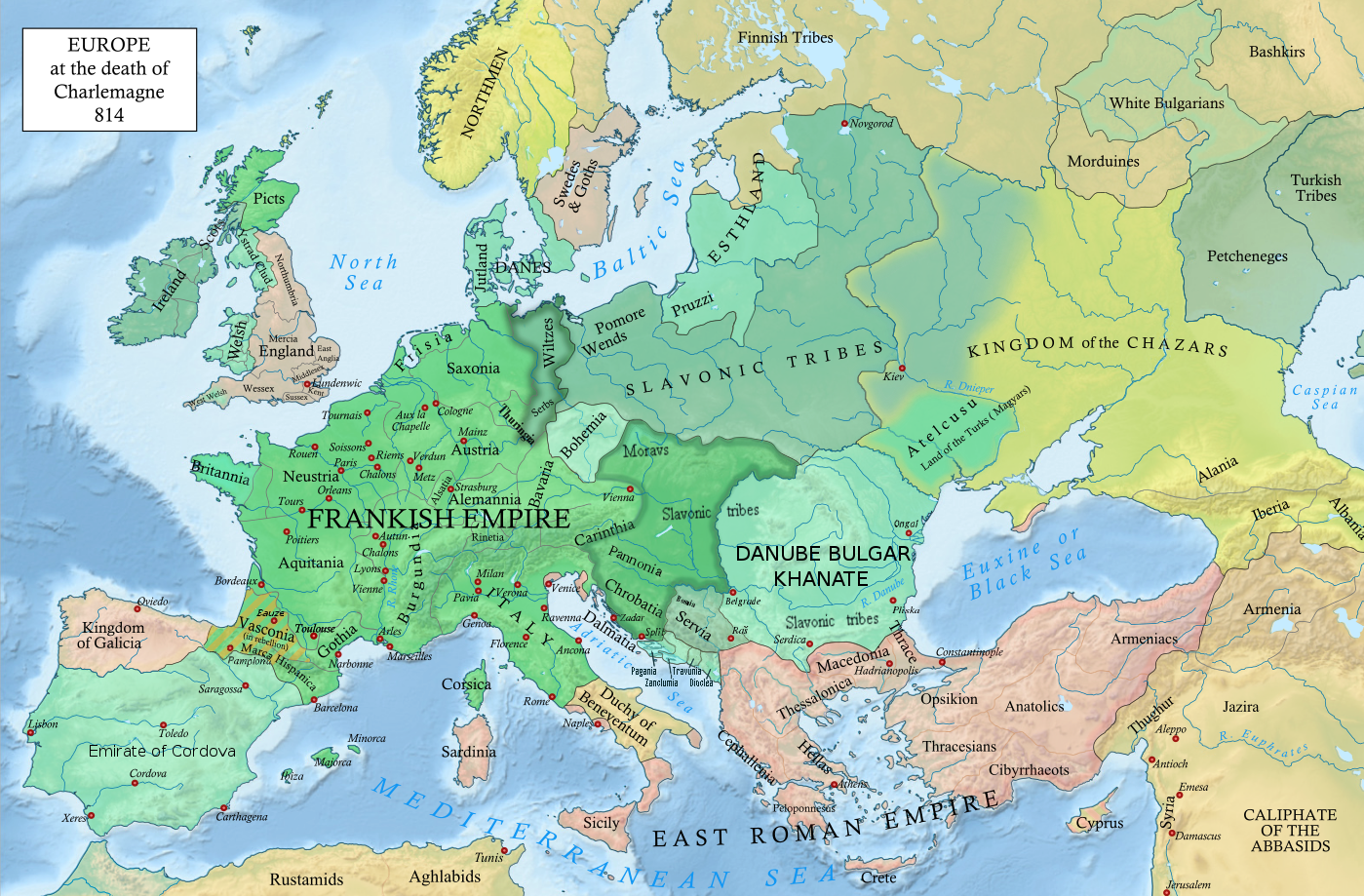
La Serbie en 814 sous Višeslav

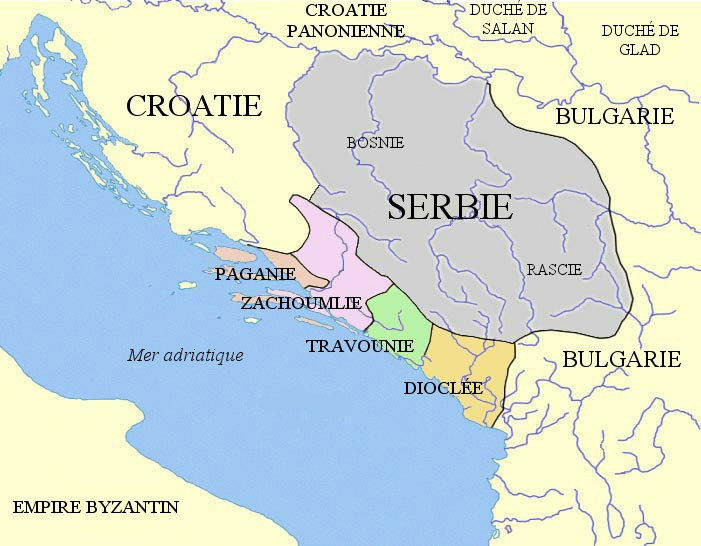
Les territoires serbes au IXe siècle, essentiellement d'après De Administrando Imperio

Isolés par le compartimentage du relief, les différentes tribus slaves étaient organisées en joupas, chacun dirigés par un hobereau appelé joupan. Sous autorité byzantine, les Serbes s'affranchirent progressivement de cette dernière, avec plus ou moins de succès selon la région, notamment dans la vallée de la Morava, foyer de peuplement des Serbes, connue plus tard sous l'appellation de Rascie. Dans ce fief, le premier souverain serbe attesté fut le knèze Višeslav, arrière-petit-fils du chef inconnu qui avait mené les Serbes dans les Balkans, au VIIe siècle. Contemporain de Charlemagne, Višeslav régna vers la fin du VIIIe siècle, et réussit à préserver l'autonomie concédée à son ancêtre par l'empereur Héraclius. Du fait de la rupture entre Byzance et les Bulgares, ses héritiers connurent plus de difficultés, mais réussirent également à sauvegarder leur indépendance. Dans la première moitié du IXe siècle, Vlastimir, arrière-petit-fils de Višeslav, fonda sa propre dynastie, la Maison des Vlastimirović. Et ce fut au cours de la seconde moitié du IXe siècle, sous le règne de son fils Mutimir (qui régna jusqu'en 891), que les Serbes reçurent leur premier baptême officiel. À cette époque, l'empereur byzantin était Basile Ier le Macédonien, et le patriarche de Constantinople, Photios Ier, avait accordé sa bénédiction aux frères Cyrille et Méthode dans leur entreprise de christianisation des Slaves de l'Empire byzantin. Le développement du christianisme chez les Serbes fut confié aux centres religieux de Sirmium (aujourd'hui Sremska Mitrovica) et de Split. C'est à partir de cette époque que les souverains serbes commencèrent à porter des prénoms chrétiens, comme Stefan, le plus jeune fils de Mutimir, ou Petar (Pierre), fils de son frère Gojnik.
De 924 à 927, les territoires serbes centraux furent soumis aux Bulgares, mais furent libérés par un descendant de Vlastimir, Časlav Klonimirović, qui tira profit de la mort de l'empereur Siméon pour s'échapper des prisons bulgares. Avec l'aide de Byzance, il restaura la principauté serbe, qui engloba, outre la région centrale de Rascie, les territoires de Bosnie, de Travonie et de Paganie. Seules la Dioclée et la Zachoumlie, alliées des Bulgares, demeurèrent indépendantes. Les territoires dominés par Časlav Klonimirović, la Serbie proprement dite, résistèrent à l'assaut des Hongrois sur la Bosnie, avec l'appui de l'empereur byzantin Constantin VII Porphyrogénète. Après la mort en 950 de Časlav Klonimirović au cours d'une bataille, la Serbie ne résista pas aux assauts des Hongrois et des Bulgares. Sa partie occidentale, située à l'ouest de la Drina (la Bosnie), fut réorganisée et placée sous la direction locale d'un ban, qui reconnaissait l'autorité des royaumes et principautés alentour (Croatie, Hongrie, Dioclée et Empire byzantin). La Serbie orientale, autrement dit la Rascie, fut placée sous tutelle byzantine, en tant que thème de Serbie (thema Servia).
Peu de temps après, la Dioclée, qui était parvenue à rester plus ou moins autonome du Grand Joupa de Rascie, parvint à consolider son indépendance sous le règne de souverains tels que Jean Vladimir (960-1016), qui fit de Shkodër la capitale de son royaume. Mais l'empereur Samuel de Bulgarie annexa la Dioclée et Jovan Vladimir fut fait prisonnier. Acceptant d'épouser la fille de Samuel, la princesse Kossara, Jean Vladimir fut autorisé à retourner gouverner la Dioclée, mais en tant que vassal de l'empereur bulgare. Après l'assassinat en 1016 de Jean Vladimir, organisé par l'empereur bulgare Jean Vladislav, la Dioclée fut incorporée par Byzance dans le thème de Serbie. En ce temps, la Dioclée était encore essentiellement dominée par le rite latin, du fait de la subsistance tardive des traditions romaines pratiquées par les autochtones du littoral. Mais progressivement, l'influence de Byzance implanta fortement le rite oriental, jusqu'à ce que les dernières populations pratiquant le rite latin soient subjuguées. Voir aussi De administrando Imperio (vers 950) : Paganie, Zachlumie (Chelmia), Travonie, Dioclée

### De la Dioclée à l'Empire des Nemanjić
Dans le second quart du XIe siècle, le déclin de Byzance permet aux Serbes de mener plusieurs soulèvements successifs, qui aboutissent en 1037 à la libération de leurs territoires. La Dioclée est libérée dès 1036 par une révolte menée par le prince serbe Vojislav, originaire de Travounie, après plusieurs tentatives infructueuses, qui l'amènent à être fait prisonnier à Constantinople, dont il réussit à s'échapper. Vojislav chasse Theophilos Erotikos, le dernier stratège du thème de Serbie, et adopte le surnom de Stefan (du grec Stephanos, signifiant « couronné »). Libérant ainsi à la fois la Dioclée, la Rascie ainsi que des portions de la Travounie et de la Zachlumie, il fonde ainsi sa propre lignée : la dynastie des Vojislavjević.
La Dioclée devient alors la principauté serbe la plus puissante, contrant avec succès plusieurs tentatives d'annexion par l'empereur byzantin Constantin IX Monomaque. Stefan Vojislav finit malgré tout par reconnaître l'autorité de l'empereur byzantin. En 1052, son fils Mihailo Vojislavljević renouvelle sa déclaration de vassalité à Byzance, mais prend le titre de grand joupan de Rascie. Désireux d'établir un archevêché autonome dans ses territoires, il cherche appui auprès de Rome et du pape Grégoire VII, qui le couronne en 1077 roi des Slaves et de Dioclée, et ses territoires prennent la dénomination de royaume de Serbie. Mihailo Vojislavljević se désigne lui-même par le titre de roi des Serbes et des Tribales, et après son annexion de territoires croates jusqu'à la ville de Knin, il se désigne également par le titre de roi de Dioclée et de Dalmatie. Malgré ses relations avec Rome, Mihailo ne souhaite pas que la Dioclée soit contrôlée par les prêtres catholiques. D'un côté, il consolide ses liens avec Rome pour s'affranchir de l'autorité byzantine mais de l'autre, il renforce le rite oriental afin d'éviter toute domination latine.
Le fils de Mihailo, Konstantin Bodin Vojislavjević, est reconnu en tant qu'empereur des Bulgares en 1072, sous le nom de Pierre III. Après la mort de son père, il est également couronné roi de Serbie en 1082. Il étend son royaume à la Rascie et à la Bosnie. Le pape Clément III lui accorde la création d'un archevêché de Dioclée en 1089, qui recouvre également des diocèses de Rascie, de Bosnie et de Travounie. Après sa mort en 1101, la Dioclée décline du fait de l'absence de souverain puissant.
La Dioclée sur le déclin, la Rascie devient le nouveau centre en vue de l'émancipation des Serbes de la tutelle byzantine. Vukan, anciennement courtisan du roi Bodin, devient joupan de Rascie en 1083, alors que ce territoire fait partie du royaume de Serbie dirigé par Bodin. À cette époque, Vukan commence à intégrer à la Rascie des fragments du Kosovo et de la Métochie actuelles. Son territoire s'étend progressivement vers le Sud-Est, jusqu'à ce qu'il s'empare de la vieille ville impériale de Lipljan en 1093. À la fin du XIe siècle, la Rascie est sans conteste la principauté serbe de première importance, à tel point qu'après la mort de Bodin en 1101, Vukan intervient directement dans les affaires intérieures de la Dioclée. Après le décès de Vukan en 1115, la Rascie se trouve affaiblie et l'empereur byzantin Jean II Comnène reconquiert le pays au début de son règne. Malgré une brève libération de 1127 à 1129, la Rascie reste sous domination byzantine durant la plus grande partie du XIIe siècle. Constantinople a alors toute latitude pour nommer les joupans à son gré.
La Bosnie, que les Hongrois lui ont pris en 1138, revient sous sa tutelle après une victoire décisive sur ces derniers, de même que la Croatie, la Dalmatie et la Dioclée.
En 1163, l'empereur confie le fief de Dubočica à Étienne Nemanja, seigneur d'un domaine princier de Rascie orientale, des environs de la vallée de la Toplica. Il lui octroie par la même occasion le droit de régner comme joupan, ce qui lui confère un avantage certain par rapport à ses trois frères, tous seigneurs d'autres domaines des territoires serbes. Après des bouleversements politiques, le grand joupan de Rascie, Desa, est chassé en 1165, et ce fut Tihomir, frère de Nemanja, qui lui succède.
Cependant, l'autonomie des territoires de Nemanja lui vaut l'opposition de ses frères, qui le capturent. Ayant réussi à s'enfuir, Nemanja rassemble ses partisans et chasse ses frères en 1166, se proclamant grand joupan de Rascie. Aidé par Byzance, Tihomir tente de reconquérir la Rascie, mais échoue et périt en 1168 au cours d'une bataille. Nemanja essaie alors de s'affranchir de la domination byzantine, mais privé de l'aide de la Hongrie, il doit attendre la mort de Manuel Ier, en 1180, pour progressivement libérer la Rascie et rassembler les autres territoires serbes, en particulier la Dalmatie et la Dioclée. À la fin du XIIe siècle, Byzance est obligée de reconnaître l'indépendance de la Serbie en 1185. Nemanja est alors le premier représentant, de la dynastie des Nemanjić, au destin glorieux. Sous son règne, la Serbie accroît son territoire vers le sud, avec Zeta (Monténégro), Pirot et le Kosovo. Il abdique en 1196 se retire au Mont Athos (où il fonde le monastère de Hilandar avec son fils Saint Sava). Il y meurt trois années plus tard.

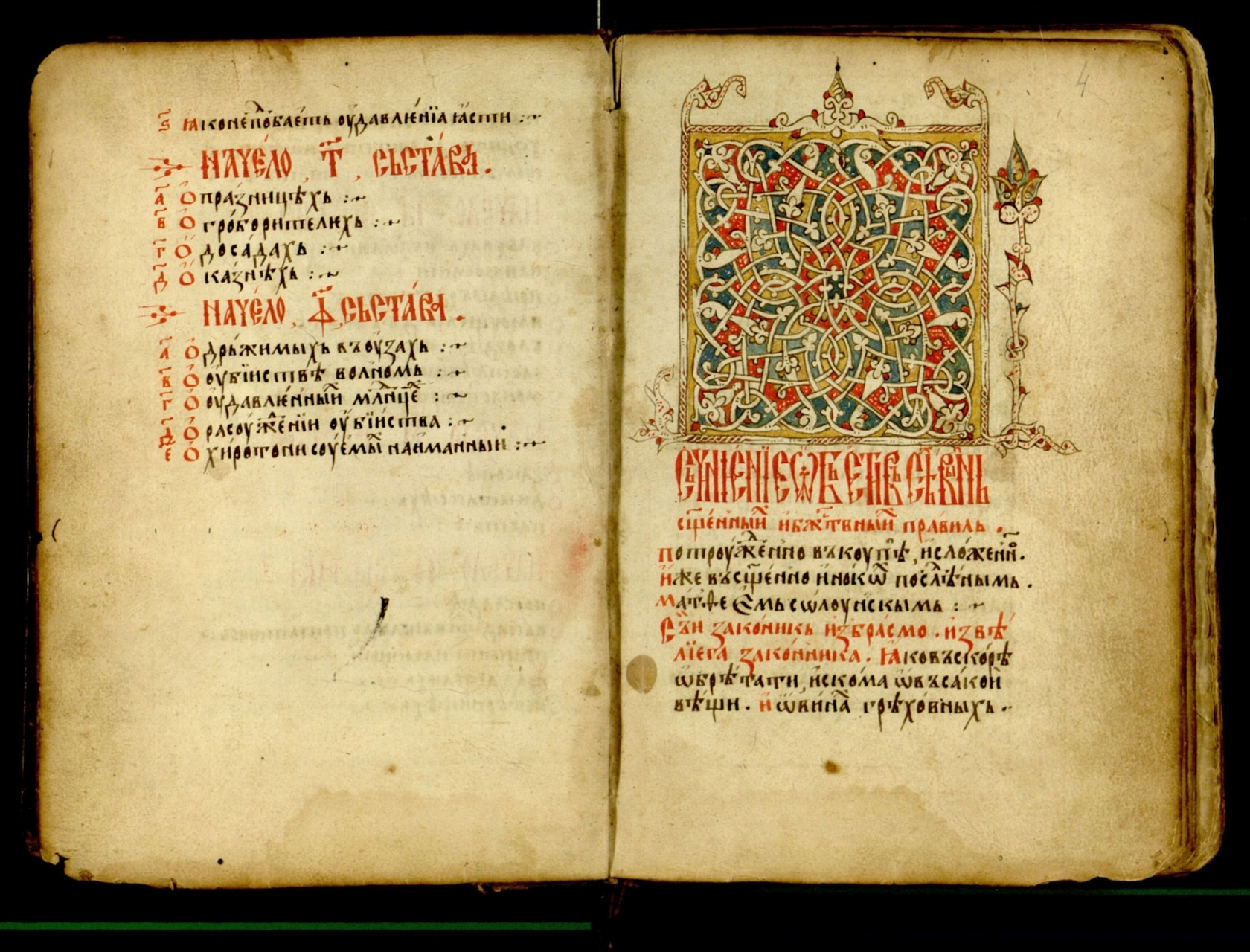
Code de saint Sava (1219)

Un autre de ses fils, Stefan Ier Nemanjić, lui succède en tant que joupan. En lutte contre le Patriarche de Constantinople, il fait appel au Pape Honorius III qui le reconnaît comme « Roi de Serbie » en 1217, et le fait couronner par l'un de ses légats. Son frère Saint Sava, qui vient de fonder l'église serbe autocéphale en 1219, le couronne une seconde fois, selon le rite orthodoxe en 1221. Le règne de Stefan Ier Nemanjić prend fin en 1227, et ses successeurs connaissent des fortunes diverses, liées aux guerres intestines.

L'empire serbe à l'époque de Stefan Dušan (vers 1350)
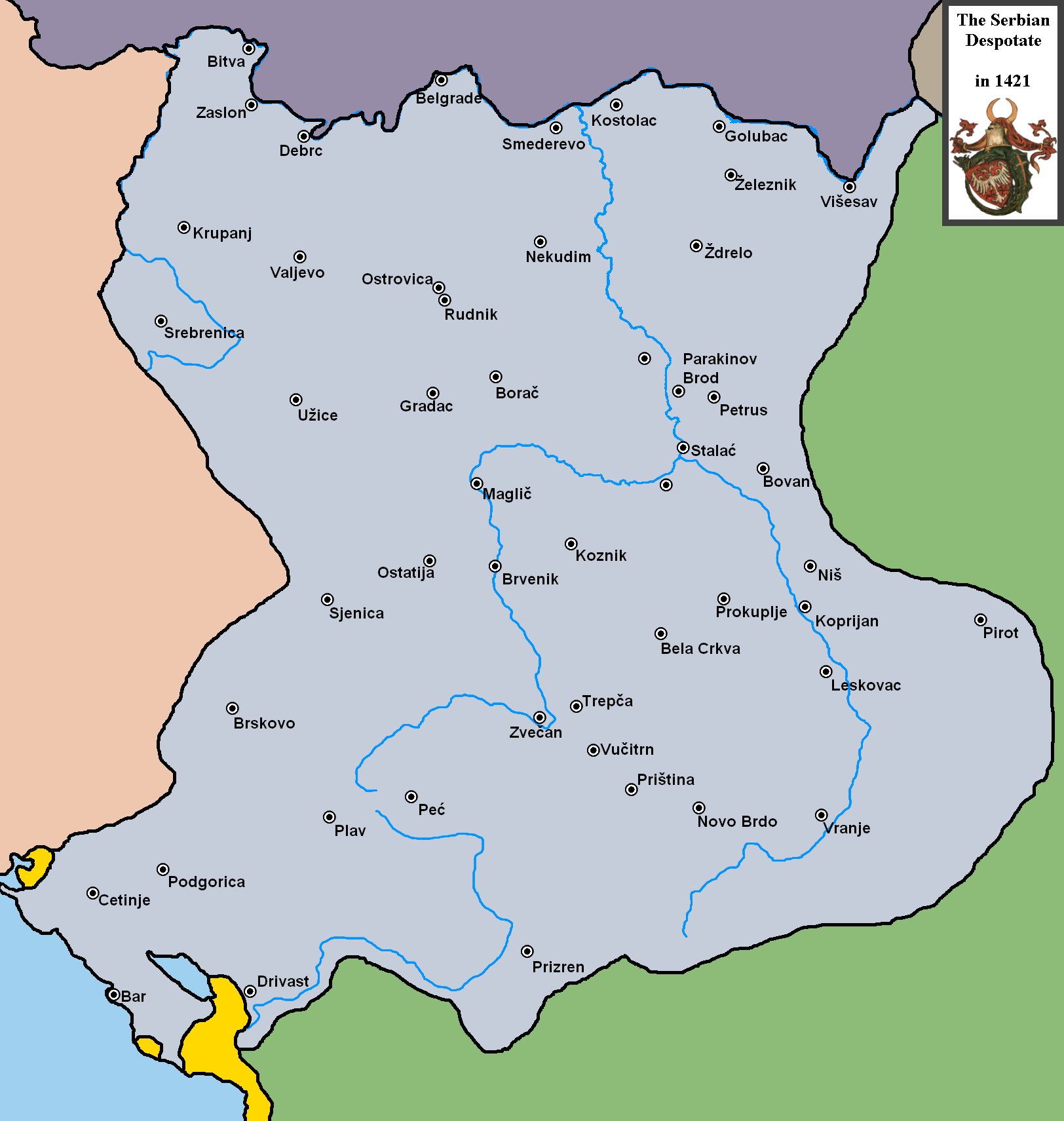
Despotat serbe 1421-1427
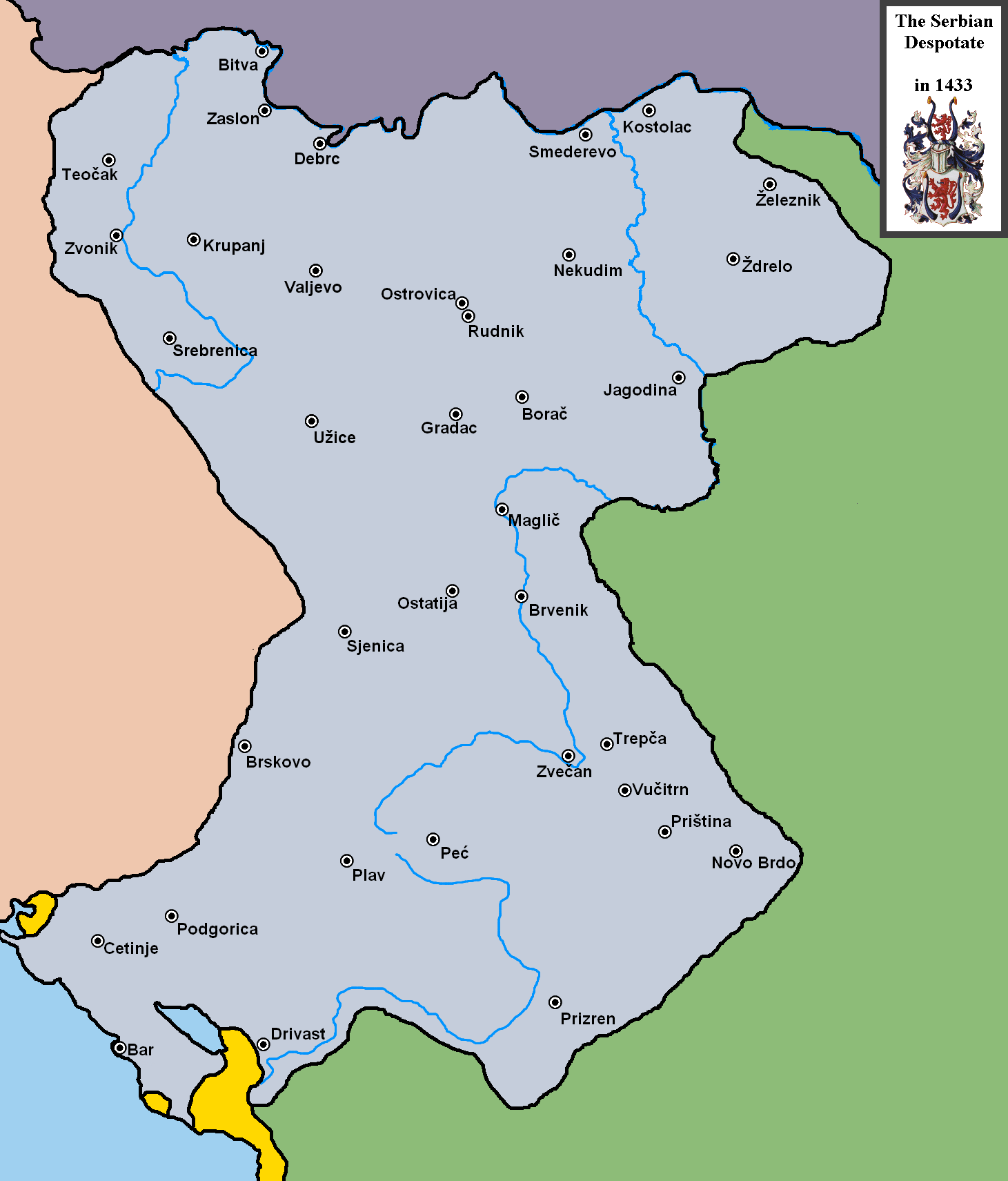
Despotat serbe 1433-1439
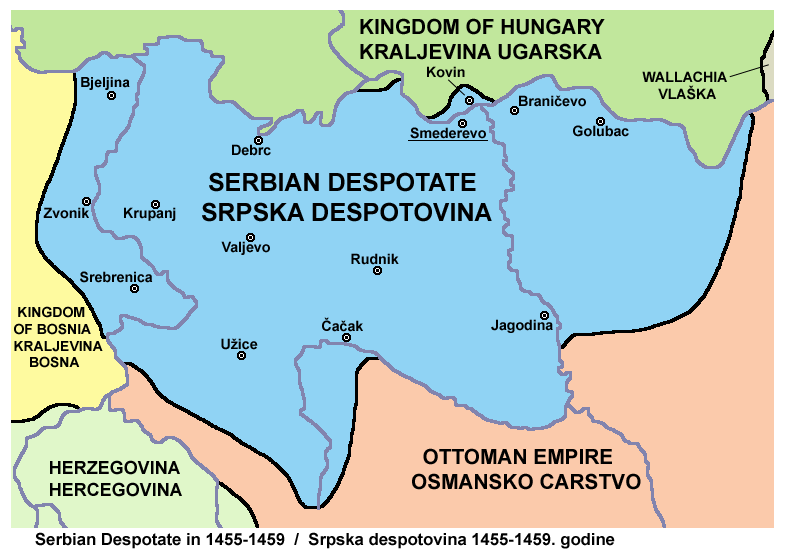
Despotat serbe 1455-1459

En 1371, un des rois de Serbie, Vukašin Mrnjavčević, perd, contre les Turcs, la bataille de la Maritsa, ce qui entraîne la vassalisation de ses terres et la soumission de son fils Marko. En 1381 a lieu la première bataille opposant sur les terres du Prince Lazar Hrebeljanović les Serbes et les Turcs ; elle se déroule à Dubravica et se termine par une victoire serbe. En 1386, Lazar lui-même intercepte une seconde armée, conduite par le sultan Mourad Ier en personne ; les troupes s'affrontent près de la rivière Toplica, non loin de Plocnik. C'est une nouvelle défaite pour les Turcs ottomans. La Serbie de Lazar s'effondre cependant lors de la bataille de Kosovo Polje en 1389 : le prince Lazar y perd la vie, mais également le sultan Mourad ; les principautés serbes reconnaissent peu après la suzeraineté ottomane.
Le despotat de Serbie, s'installe ensuite à Smederevo avec encore de grands souverains serbes (voir Đurađ Branković) et de grandes familles nobles comme les Jakšić surnommés par les souverains de Hongrie comme le pilier du Christianisme, tant ils ont montré de courage et de ferveur dans la lutte contre les Turcs. Le pays n'est définitivement annexé par les Ottomans qu'après la chute de Smederevo, en 1459.

## Les Serbes sous l'Empire ottoman et dans l'empire d'Autriche
Entre 1459 et 1804, la Serbie subit l'occupation de l'Empire ottoman ainsi que trois invasions autrichiennes infructueuses pour chasser les Turcs de Serbie. En tant que chrétiens, les Serbes avaient le statut de dhimmi, mais dans les faits étaient considérés comme des citoyens de seconde zone, souvent maltraités, si l'on excepte la période de règne de Sokollu Mehmet Pacha (un janissaire devenu grand vizir). Ils sont soumis à l'oppression du pouvoir ottoman qui se donne pour mission de les islamiser ; certains se convertissent (voir article Musulmans (nationalité)), d'autres émigrent au nord et à l'ouest, cherchant refuge en Autriche-Hongrie. À Belgrade, une assemblée se réunit. Il y est décidé de demander à l'empereur Léopold Ier du Saint-Empire d'assurer la sécurité de ses alliés serbes. L'empereur accepte d'accueillir sur les terres récemment libérées au nord de Belgrade, sur la rive gauche du Danube, « tous les Serbes [...] prêts à se battre contre les Turcs ». Il leur offre des « avantages et des passe-droit importants ».
- Ils ont la liberté de culte (les Serbes sont chrétiens mais orthodoxes),
- la liberté de justice,
- la liberté dans l'éducation de leurs enfants.
- Ils reçoivent des armes pour pouvoir défendre l'Empire contre les Ottomans ; ils peuvent attaquer seuls les Ottomans dans une guerre d'usure mais doivent répondre aux ordres de mobilisation de l'empereur. L'empereur, et seulement lui, détient une autorité sur les Serbes qui forment son armée personnelle.

Tous ces avantages accordent quasiment aux Serbes une autonomie au sein même de l'Empire.
Arsenije III Crnojević, le patriarche de l'Église orthodoxe serbe, satisfait des avantages promis par l'empereur, organise l'une des plus grandes migrations de l'histoire serbe, entre 1690 et 1694 de 40 000 à plus de 200 000 serbes quittent le Kosovo, pour trouver refuge en Voïvodine, Slavonie et Krajina, on appelle ces régions les frontières militaires (Vojne Krajine), exode plus que massif compte tenu de la population de l'époque. Sachant que les Turcs ont déjà réprimé durement les Serbes qui se sont alliés aux Autrichiens, ils craignent que le retour des Ottomans au Kosovo, le foyer central de la révolte serbe, ne provoque un massacre général de la population.
Au début du XIXe siècle, la première révolte serbe (1804-1813) (fortement soutenue économiquement et militairement par les riches marchands serbes des krajinas d'Autriche) parvient à libérer des milliers de Serbes durant un temps limité. Le second soulèvement serbe (1815-1817) est un véritable succès et signa le renouveau du royaume de Serbie.

## De la principauté au royaume de Serbie (1804-1918)
En 1804, Djordje Petrovic mena l'insurrection contre les Turcs, fut élu Prince héréditaire des Serbes en 1808, mais finit par être battu. En 1815, Miloš Ier Obrenović dirigea une révolte contre les Turcs et envoya la tête de Kara-Djordje au sultan. Il obtint une large autonomie pour la Serbie. Tout au long du XIXe siècle, les Karadjordjevitch et les Obrenovitch se succédèrent au pouvoir.

### La révolution serbe
Une première révolte des Serbes a lieu entre 1804 et 1813, dirigée par Georges Petrović - surnommé par les Turcs "Kara-Djordje" (Georges le Noir) -, marchand de porcs. Élu Prince héréditaire des Serbes en 1808, Karageorges fonde la dynastie des Karađorđević (ou Karageorgévitch). Cette première rébellion se conclut par une reprise en main de la Serbie par la Sublime Porte, et Karageorges se réfugie en Autriche en 1813.
De 1815 à 1817, Miloch Obrenovitch, un autre marchand de porcs, dirige, à son tour, la révolte contre les Turcs. Il tue Karadjordje, rentré en Serbie, et envoie sa tête au sultan, ce qui engendre une querelle permanente entre les deux familles tout au long du XIXe siècle.

### Principauté de Serbie (1815-1882)

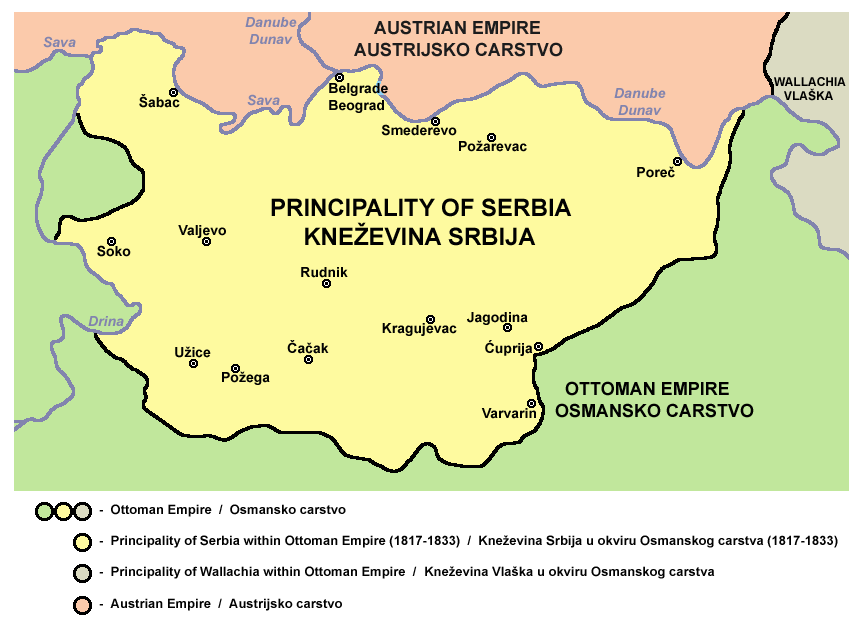
Principauté de Serbie après le second soulèvement serbe de 1817
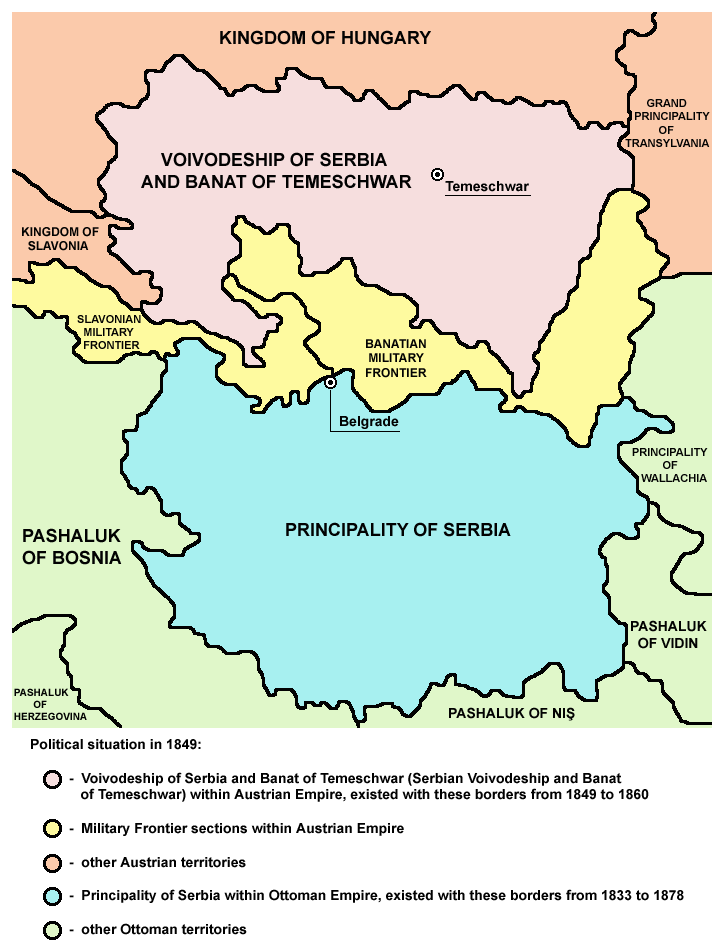
Serbie en 1849
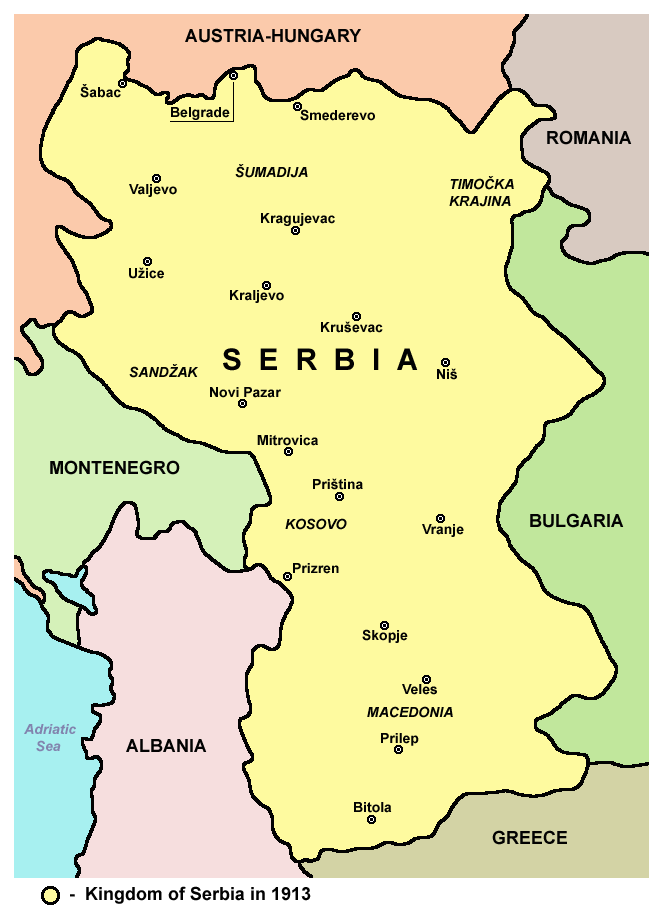
Serbie en 1913

Une seconde révolte a lieu en 1815, sous la conduite de Miloš Obrenović, fondateur de la dynastie des Obrenović (ou Obrénovitch). Cette révolte aboutit à l'autonomie de la Serbie. Miloch Obrenovitch est élu Prince de Serbie en 1818, et reconnu Prince héréditaire par l'Assemblée nationale serbe en 1827.
En 1878, le Congrès de Berlin accorde son indépendance à la Serbie et, en 1882, le prince Milan IV Obrenović devient roi de Serbie sous le nom de Milan Ier de Serbie.

### Royaume de Serbie (1882-1918)
Les Karađorđević finirent par l'emporter sur les Obrenović, avec l'accession au trône de Pierre Ier de Serbie en 1903 : royaume de Serbie

#### Sous le roi PierreIer, la monarchie constitutionnelle de 1903 à 1914
Lors de son arrivée sur le trône de Serbie en 1903, Pierre, lecteur et admirateur de la pensée de John Stuart Mill, met en place en Serbie la constitution la plus démocratique et la plus libérale en Europe après celle de Grande-Bretagne. Elle s'inspirait aussi de la constitution de 1888 supprimée par Alexandre Ier de Serbie en 1894 :
- Le régime était une monarchie constitutionnelle de type britannique[28],
- Création d'une école publique, en 1884, qui offrit à la Serbie ses premiers bacheliers[28],
- L'instauration de la Liberté de la presse, d'opinion et d'association : en 1909, il existait 79 journaux dont 13 quotidiens[29],
- Enfin la mise en place de syndicats dont la confédération générale des ouvriers en 1904 permit à la Serbie de mettre en place des lois sociales avancées[29].

Cette liberté en Serbie favorisa un foisonnement culturel qui fit de Belgrade un phare de liberté pour tous les Serbes des Balkans ainsi que pour Croates et les Slovènes qui souffraient dans l'empire d'Autriche-Hongrie et qui rêvaient d'une Yougoslavie avec le même régime démocratique à leur tête. Certains milieux réactionnaires à Vienne n'attendait que l'occasion d'écraser le Piémont serbe avant qu'il contamine les esprits de tous les Slaves du sud de l'Empire.
La Serbie reçut le surnom de berceau de la démocratie dans les Balkans modernes. Ce régime de liberté sera en place jusqu'au début de la Première Guerre mondiale en 1914. Lors de la mise en place du régime Yougoslave en 1921, la France poussa Pierre Ier à instaurer un régime plus centralisateur et plus autoritaire dans le but de lutter contre le risque de propagation communiste. La démocratie avait vécu. La constitution de 1903 de Pierre restera la référence de tous les mouvements démocratiques dans la Yougoslavie royaliste d'entre les deux guerres ainsi que dans la Yougoslavie communiste de Tito.

#### La guerre de Macédoine
En octobre 1912, la Bulgarie, la Serbie, la Grèce et le Monténégro déclarent conjointement la guerre à l'Empire ottoman et remportent la victoire. Le 3 décembre 1912, l'empire demande l'armistice, mais les hostilités reprennent brièvement au printemps 1913. L'hégémonie turque en Macédoine s'achève cependant avec ce conflit.
Mais l'alliance des vainqueurs ayant tourné à l'avantage de la Bulgarie en Macédoine, elle cesse aussitôt et, à l'instigation de la Serbie, éclate bientôt une deuxième guerre balkanique qui oppose alors la Bulgarie à une nouvelle coalition formée de la Serbie, de la Grèce, de la Roumanie et de la Turquie. Le 30 juillet 1913, la Bulgarie, vaincue, doit déposer les armes et ne conservera qu'une petite partie de la Macédoine, que se partagent la Grèce et la Serbie.
L'année suivante, le double assassinat de l'archiduc François-Ferdinand, héritier du trône d'Autriche-Hongrie, et de son épouse Sophie Chotek, duchesse de Hohenberg, à Sarajevo, le 28 juin 1914 par le Serbe de Bosnie Gavrilo Princip, déclencha la Première Guerre mondiale.
En 1915, le royaume fut envahi par les puissances centrales lors de la campagne de Serbie. Le pays fut finalement libéré en 1918 par les restes de l'armée serbe, fortement soutenus par les forces alliées (dont l'armée française d'Orient), et il récupéra la Macédoine qui avait été entretemps reconquise par la Bulgarie.

## La Serbie au sein de la Yougoslavie (1918-2003)

### La Serbie au sein de la première Yougoslavie (1918-1941)
La Serbie fait partie de la première Yougoslavie, créée en 1918 sous le nom de royaume des Serbes, Croates et Slovènes, puis rebaptisée en 1929 royaume de Yougoslavie. Son premier roi est Alexandre Ier.
Pendant la Seconde Guerre mondiale, le royaume de Yougoslavie reste neutre jusqu'en 1941. Cette année-là, désirant venir en aide à l'armée italienne en difficulté en Grèce, l'Allemagne demande un droit de passage pour ses troupes. Le régent Paul a adhéré au pacte tripartite mais un vaste soulèvement populaire a lieu à Belgrade, orchestré par des militaires serbes. La régence est renversée et l'héritier du trône, Pierre II, est installé au pouvoir. L'accord avec l'Axe est dénoncé ce qui provoque la colère d'Hitler et l'invasion du royaume de Yougoslavie par l'Allemagne.
Le roi part en exil. Le pays capitule et est aussitôt démantelé.

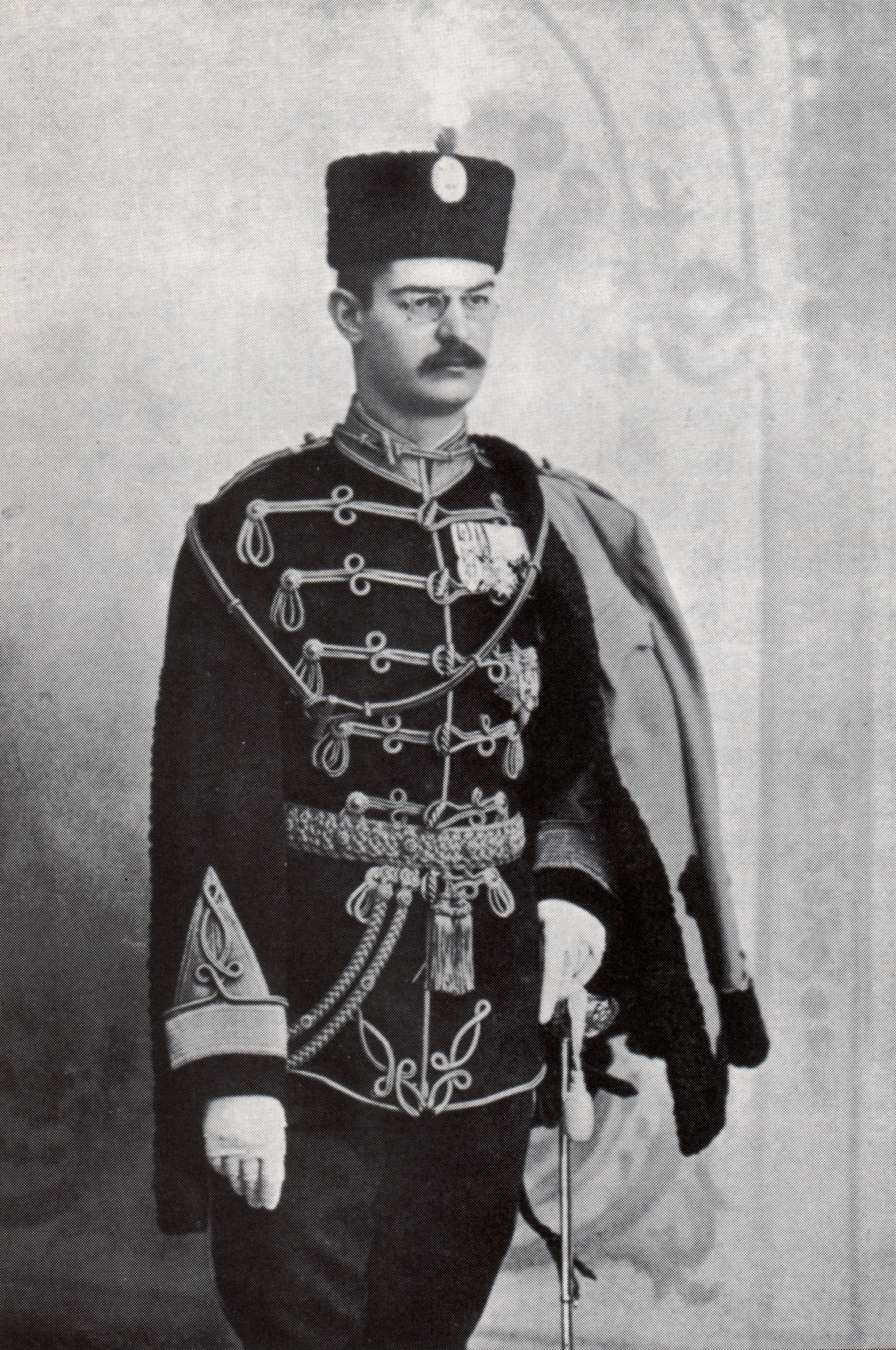
Alexandre Ier (roi de Serbie) 1889-1903
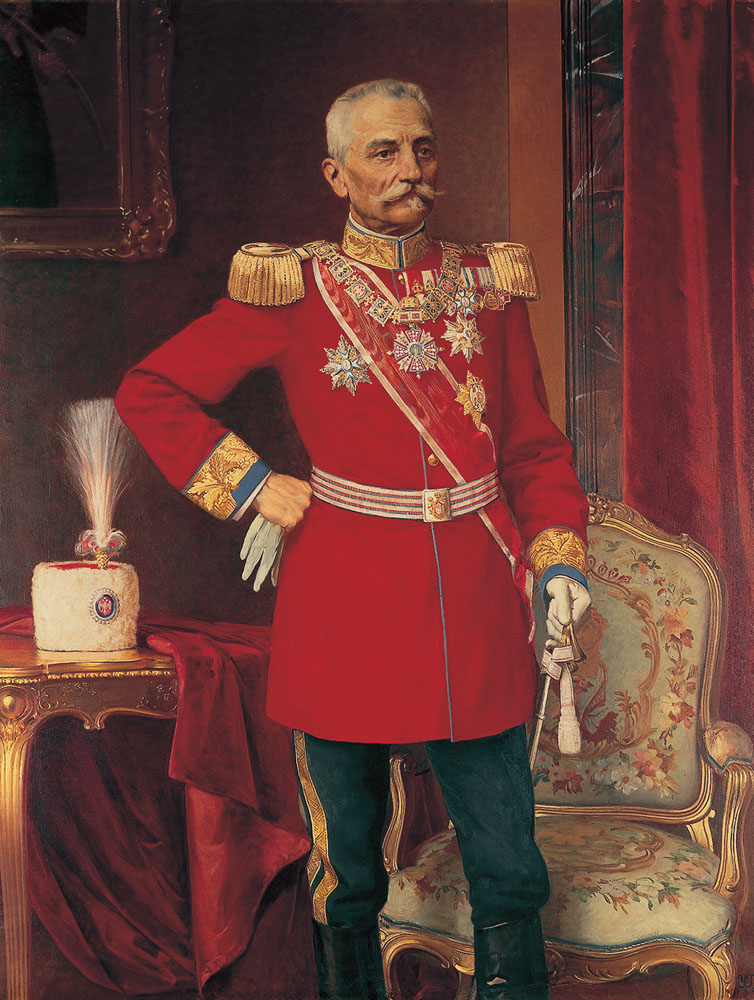
Petar Aleksandrović Karađorđević 1903-1918
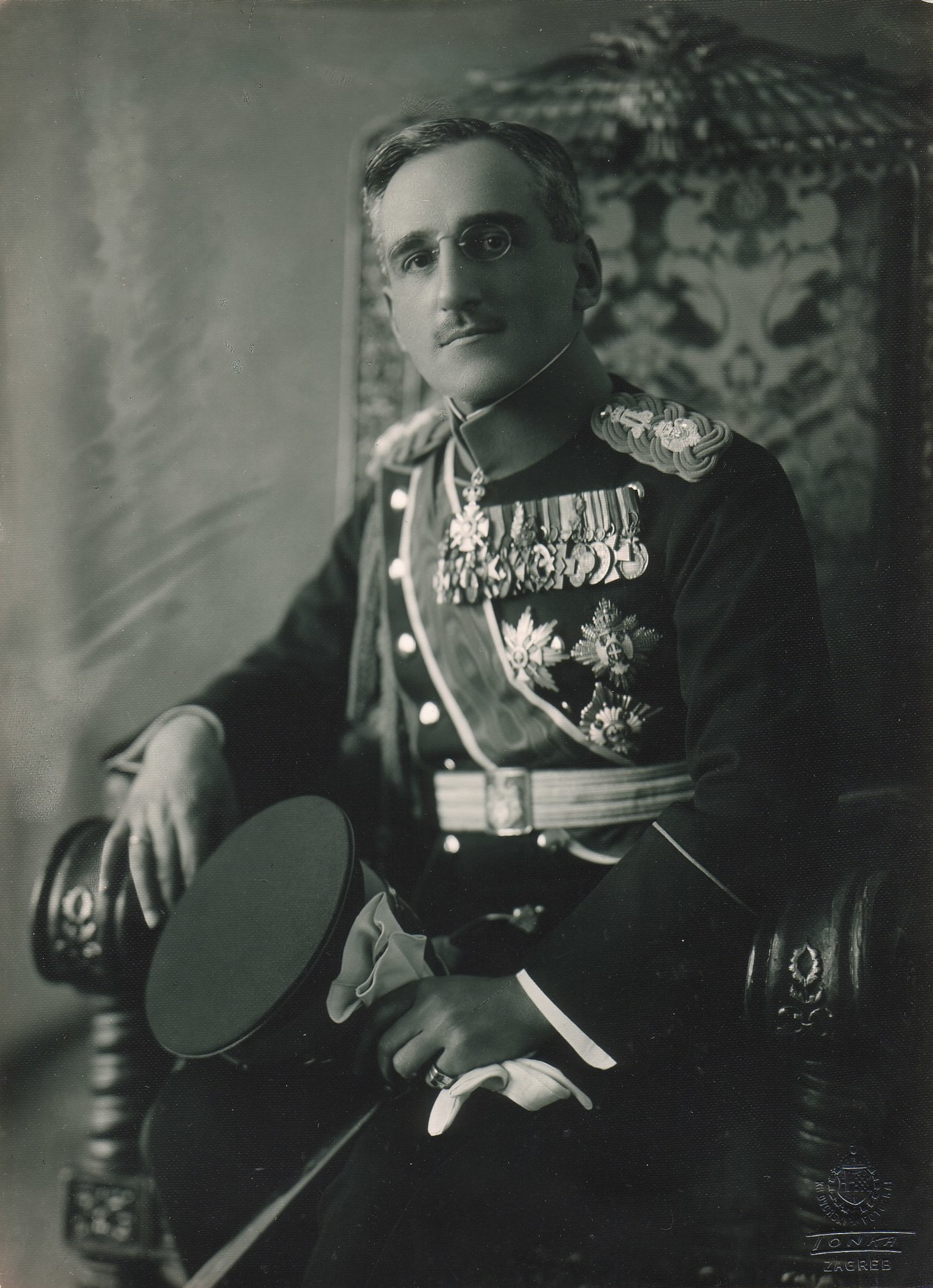
Alexandre Ier de Yougoslavie 1921-1934
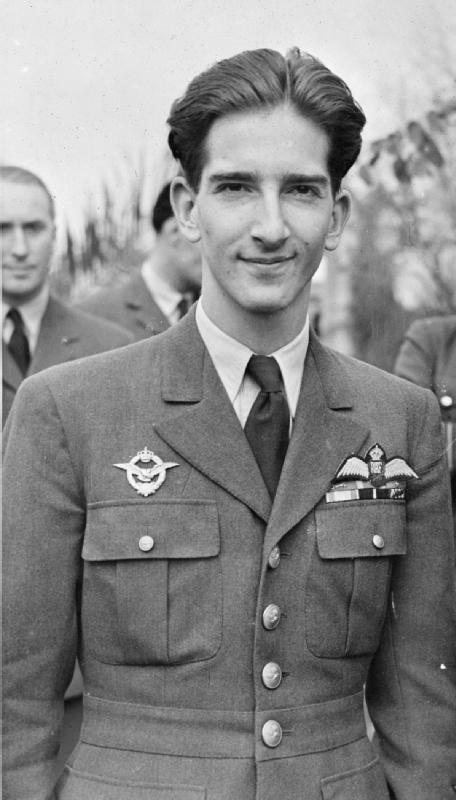
Petar II Karađorđević 1934-1945

### Occupation et résistance

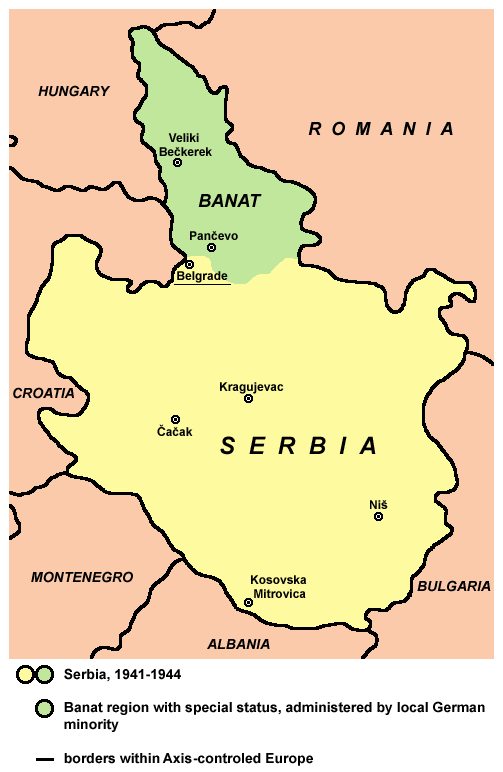
Serbie en 1941-1944.

Un gouvernement serbe collaborateur est instauré par les Allemands avec, à sa tête, le général Milan Nedić. Un double mouvement de résistance s'organise ; dès mai 1941, soit la première résistance armée en Europe, la résistance des tchetniks se développe autour de la personnalité de Draža Mihailović, un royaliste serbe, surnommé le « général des Balkans » et représentant le gouvernement royal de Londres. Ils reçoivent rapidement le nom d'« Armée yougoslave dans la patrie ». Chronologiquement, seconde force de résistance, le mouvement des partisans communistes, d'abord présent en Bosnie-Herzégovine, se développe sous la direction du Croate Josip Broz Tito, dit Tito. À partir de 1943, les États-Unis et le Royaume-Uni décident d'appuyer essentiellement les partisans de Tito et abandonnent Mihailović. Les tchetniks participent à la libération de la Serbie en 1944, mais après la guerre, ils sont dénigrés comme « fascistes et collaborateurs » par la presse communiste et apparentée. De leur côté, les partisans, jusqu'alors très peu présents en Serbie, participent aussi à la libération du pays avec l'appui des Anglais. Victorieux, ils renversent la Monarchie et font exécuter des milliers de tchetniks, en les accusant de collaboration avec les Nazis. Draža Mihailović est exécuté. Il avait pourtant participé, avec ses hommes, à la libération d'environ 600 pilotes alliés.

### La Serbie au sein de la deuxième Yougoslavie (1945-1992)

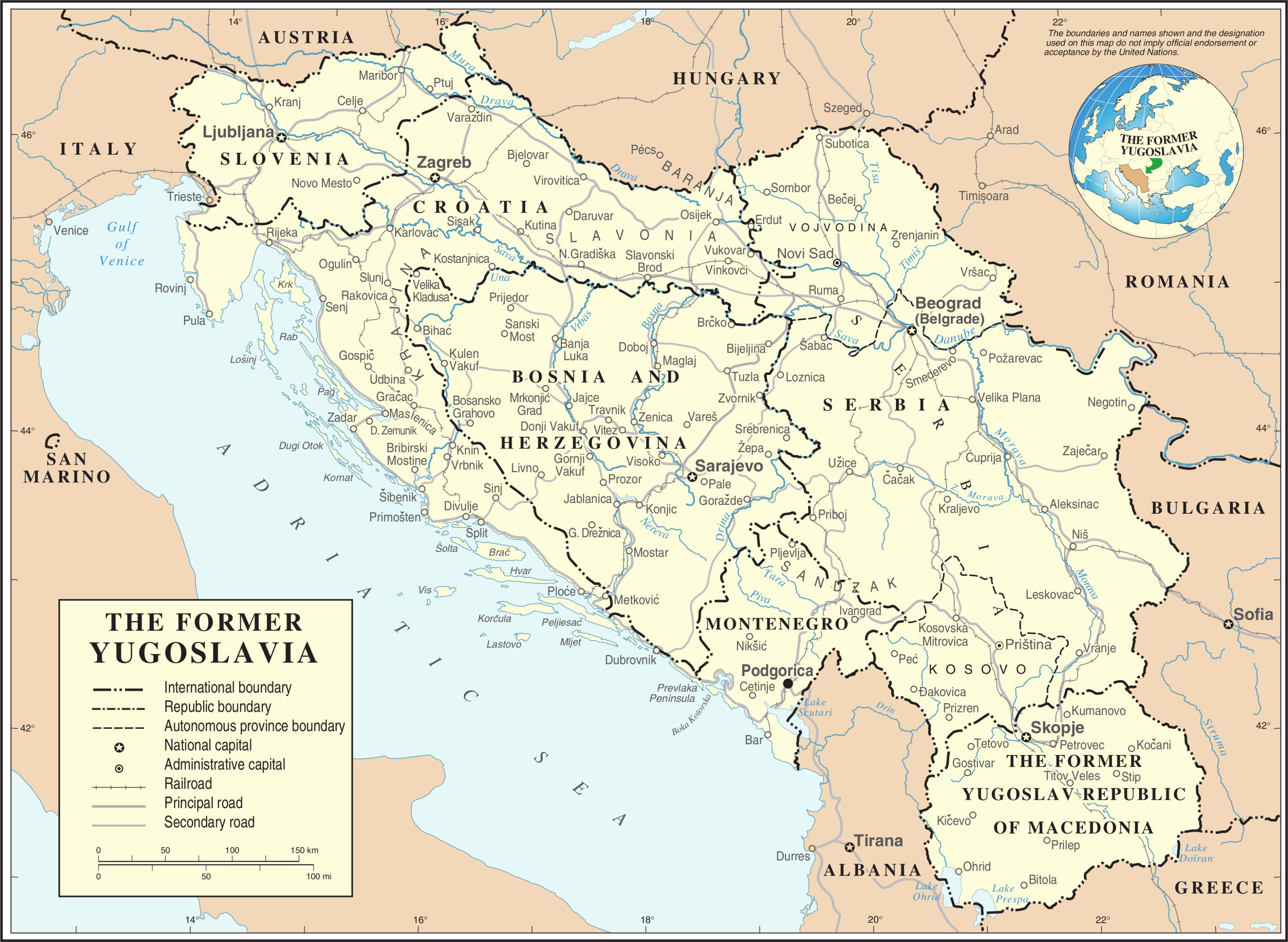
République fédérative socialiste de Yougoslavie

Une nouvelle Yougoslavie, communiste, est formée en 1945 : république fédérative socialiste de Yougoslavie.
La Serbie constitue l'une de ses Républiques fédérées.

#### La Serbie au sein de la Yougoslavie de Tito
Entre 1952 et la fin des années 1970, la croissance moyenne du PIB en Yougoslavie est d'environ 6 %, supérieure à celle de l'Union soviétique ou des pays d'Europe de l'Ouest.
Belgrade offre un certain niveau de vie.
L'éducation et le système de santé sont gratuits, et les logements étudiants bon marché.

#### La Serbie et la dislocation de la Yougoslavie
Après la mort de Tito en 1980, les tensions se font jour, caractérisées par la montée du nationalisme dans les différentes républiques fédérées, nationalisme longtemps contenu et canalisé par le pouvoir central.
Slobodan Milošević, alors numéro deux du régime yougoslave, profite de la montée des tensions au Kosovo pour se faire élire président de la Serbie en mai 1989.
Il concentre les pouvoirs en Serbie, en supprimant l'autonomie des provinces autonomes de Voïvodine et du Kosovo.
En 1990, les premières élections libres et pluralistes se déroulent en Bosnie-Herzégovine, en Macédoine, en Serbie, en Slovénie et en Croatie, suivant en cela le mouvement de démocratisation engagé en Europe de l'Est un an auparavant.
Hormis la Serbie, où le Parti radical serbe de Vojislav Šešelj est minoritaire, toutes les autres républiques choisissent des présidents ouvertement nationalistes ou indépendantistes.
Tandis que Slobodan Milošević cherche à préserver l'unité yougoslave et jouait sur le nationalisme serbe, la Slovénie, gouvernée par Milan Kučan, et la Croatie, gouvernée par Franjo Tuđman, cherchent à obtenir leur indépendance.
En réaction, la Slovénie et la Croatie déclarent leur indépendance le 25 juin 1991. L'armée fédérale (JNA), intervient contre les deux républiques sécessionnistes. S'ensuivent la courte guerre de Slovénie et une autre, plus longue et plus meurtrière, en Croatie la guerre de Croatie.
Fin 1991, la Bosnie-Herzégovine et la Macédoine proclament à leur tour leur indépendance, ce qui déclenche une guerre de trois ans en Bosnie-Herzégovine, entre les trois ethnies principales du pays, les Serbes, les Croates et les Bosniaques.
Les Serbes bénéficient du soutien de la Serbie de Milošević, tandis que les Croates sont appuyés par la Croatie de Tuđman.
- Guerres de Yougoslavie

### La Serbie au sein de la troisième Yougoslavie (1992-2003)
La Yougoslavie a été placée sous embargo de l'ONU d'avril 1992 à octobre 1995. Dès 1998, elle est à nouveau sanctionnée par les États-Unis, l'Union européenne et l'ONU en raison de la guerre au Kosovo. La Serbie a été durement touchée par ces sanctions. Le PIB par habitant est tombé de 3 240 dollars en 1989 à 1 450 dollars en 1999. Le taux de chômage a beaucoup augmenté, passant de 14 % en 1991 à 39 % en 1993. Des restrictions ont été appliquées à l'essence, à l'électricité, au chauffage, aux médicaments et aux aliments.
En 1999, la guerre larvée au Kosovo éclata au grand jour avec l'intervention de l'OTAN ; ce fut la guerre du Kosovo.
En octobre 2000, Slobodan Milošević, qui, en septembre, avait été battu aux élections à la présidence de la république fédérale de Yougoslavie par Vojislav Koštunica et qui refusait sa défaite, fut renversé, puis, en juin 2001, extradé aux Pays-Bas pour être jugé par le Tribunal pénal international pour l'ex-Yougoslavie.
En 2002, la Serbie et le Monténégro parvinrent à un nouvel accord portant sur leur coopération future, comportant, entre autres changements, la fin de la république fédérale de Yougoslavie.

## La Serbie au sein de l'éphémère État de Serbie-Monténégro (2003-2006)

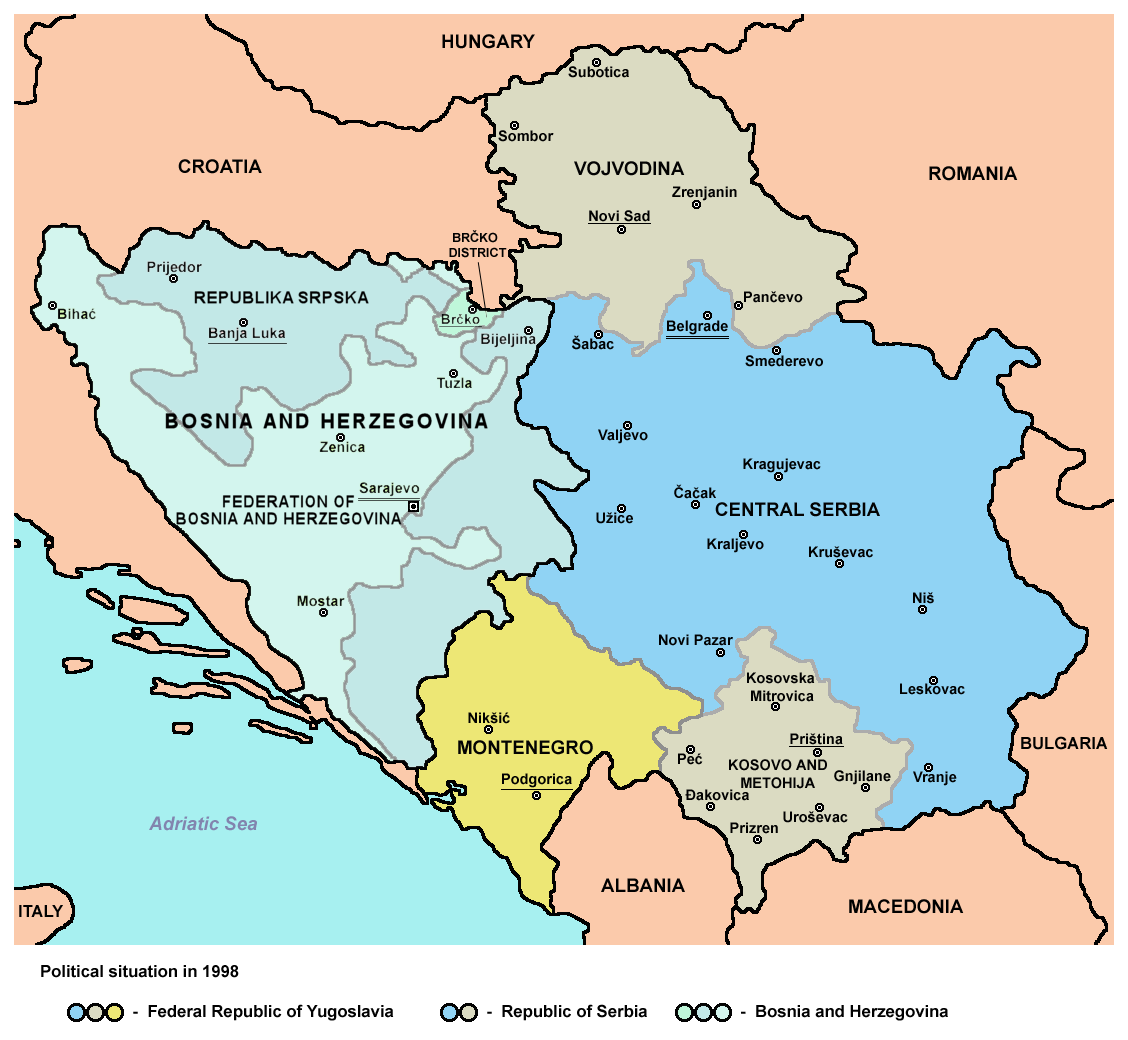
Carte des Balkans en 1998.

Le 4 février 2003, le Parlement accepta la création d'une fédération aux liens très lâches, limitée aux deux états restants, sous le nom de Serbie-et-Monténégro. Celle-ci disparut à la suite du référendum du 21 mai 2006, où le Monténégro décida de proclamer son indépendance, que la Serbie dut reconnaître non sans difficulté.

## La république de Serbie indépendante (depuis 2006)

### L'indépendance du Kosovo
Le 17 février 2008 le Kosovo a déclaré son indépendance, 111 pays membres de l'ONU l'ont reconnu tandis que 37 s'y sont opposés. La Serbie jusqu'à ce jour ne le reconnaît pas.
Depuis cette date le Kosovo n'est pas reconnu par l'ONU ni même l'UNESCO, et reste donc une région appartenant à la Serbie.

### Le rapprochement avec l'Union européenne
Le 4 février 2008, Boris Tadić, candidat du Parti démocratique (DS), pro-européen, est réélu président de la République. Il l'emporte avec 51 % des voix sur le candidat du Parti radical serbe (PRS), nationaliste et pro-russe. Cette élection marque le début du rapprochement de la Serbie avec l'Union européenne.
Le 29 avril 2008, la Serbie signe avec l'Union européenne un Accord de stabilisation et d'association (ASA) qui représente une première étape vers l'adhésion à l'Union européenne. Cependant, la mise en œuvre de cet accord reste subordonnée à la coopération de la Serbie avec le Tribunal pénal international pour l'ex-Yougoslavie, et notamment l'arrestation de plusieurs criminels de guerre serbes.
Le 11 mai 2008, le Parti démocratique du président Boris Tadić, pro-européen, remporte les élections législatives. Il obtient 39 % des suffrages, soit 103 sièges sur 250, contre 28,6 % pour son principal adversaire, le Parti radical nationaliste. Cette victoire intervient alors même que le Kosovo vient de proclamer son indépendance. Le nouveau gouvernement s'engage à intensifier ses efforts pour se rapprocher de l'Europe.
Le 22 juillet 2008, dix jours après la formation du nouveau gouvernement, le criminel de guerre de l'ex-Yougoslavie Radovan Karadžić est arrêté par les services secrets serbes et livré à la justice internationale après treize ans de fuite. Le commissaire européen à l’Elargissement Olli Rehn déclare qu'il s'agit d'une étape importante pour l'adhésion de la Serbie à l'Union européenne : « Cela montre la détermination du nouveau gouvernement serbe à coopérer pleinement avec le TPIY. » La presse européenne souligne que cette arrestation aurait été possible auparavant et qu'elle marque surtout une volonté du nouveau gouvernement serbe de coopérer activement avec la justice internationale.
Les efforts réalisés par le gouvernement pro-européen pour remplir les conditions fixées par l'Union européenne sont encouragés par celle-ci. Plusieurs étapes préalables à l'adhésion sont ainsi franchies :
Le 30 novembre 2009, l'Union européenne annonce que la suppression des visas pour l'entrée des citoyens serbes dans l'espace Schengen : pour un séjour de moins de trois mois, seul un passeport biométrique sera demandé. Cette décision prend effet le 19 décembre.
Le 7 décembre 2009, les Pays-Bas lèvent leur veto à un accord commercial entre l'Union européenne et la Serbie, ce qui constitue la première étape de la mise en œuvre de l'Accord de stabilisation et d'association d'avril 2008.
Le 22 décembre 2009, la Serbie effectue une demande d'adhésion formelle à l'Union européenne.
Le 25 octobre 2010, le Conseil des ministres fait franchir une première étape vers l'adhésion en annonçant la transmission de la candidature à la Commission européenne. Cette décision fait suite à la volonté d'apaisement des relations avec le Kosovo, que la Serbie a manifestée en signant à l'ONU une résolution appelant au « dialogue ».

### Galerie de dirigeants politiques depuis 2004
Présidence

Boris Tadić 2004-2012
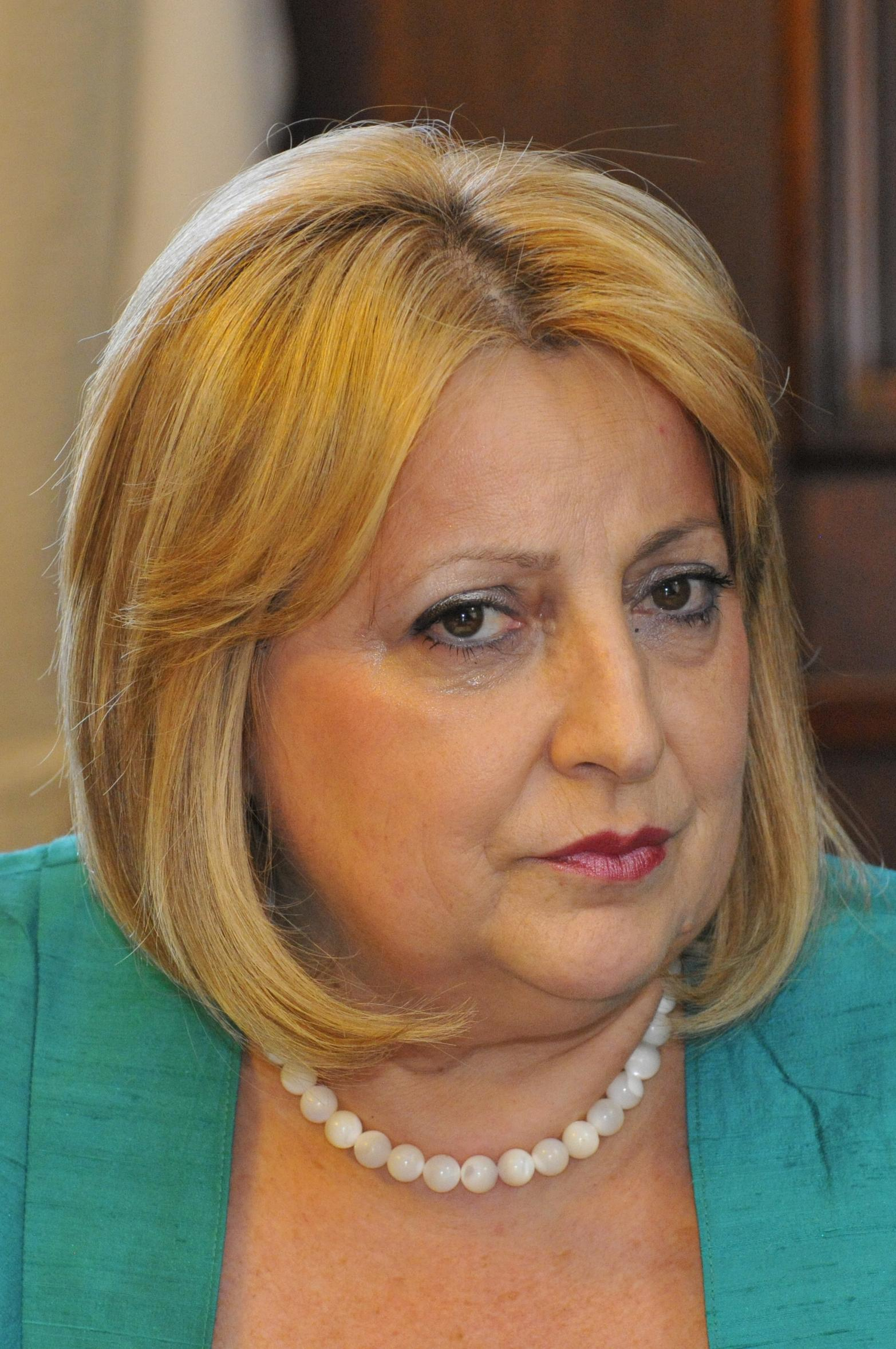
Slavica Đukić Dejanović intérim 2012
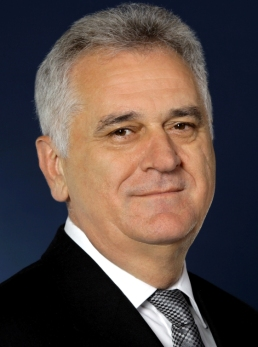
Tomislav Nikolić 2012-2017
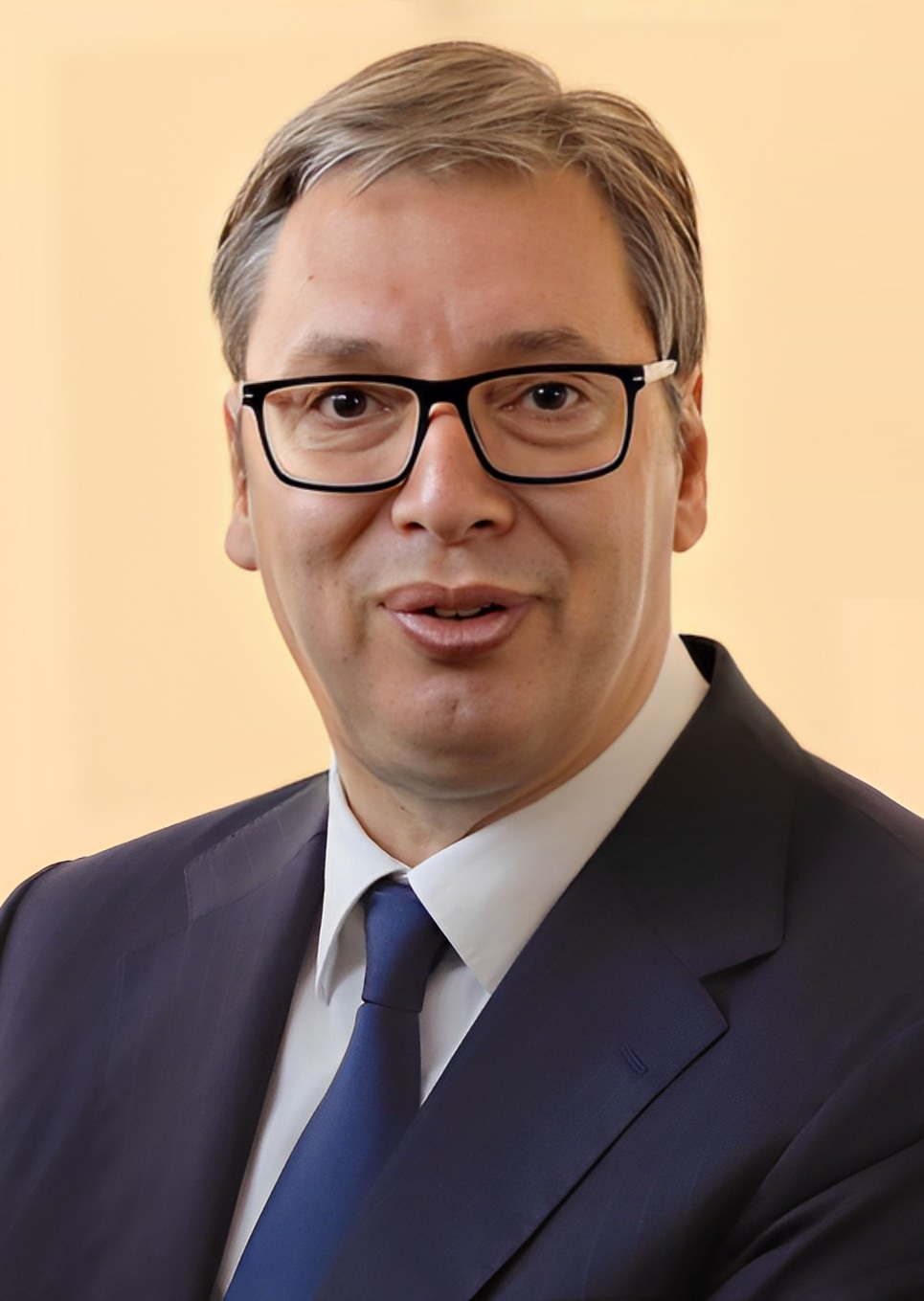
Aleksandar Vučić 2017-présent

Gouvernement

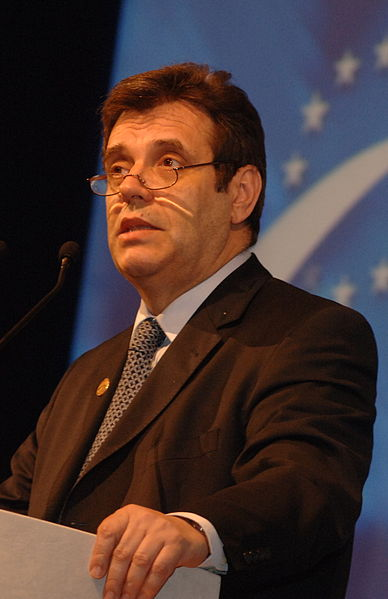
Vojislav Koštunica 2004-2008
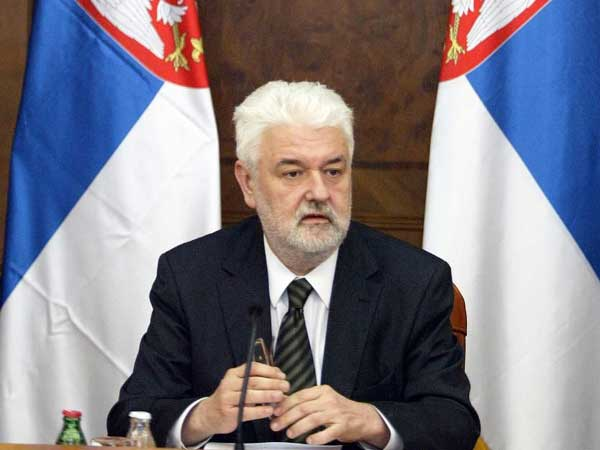
Mirko Cvetković 2008-2012
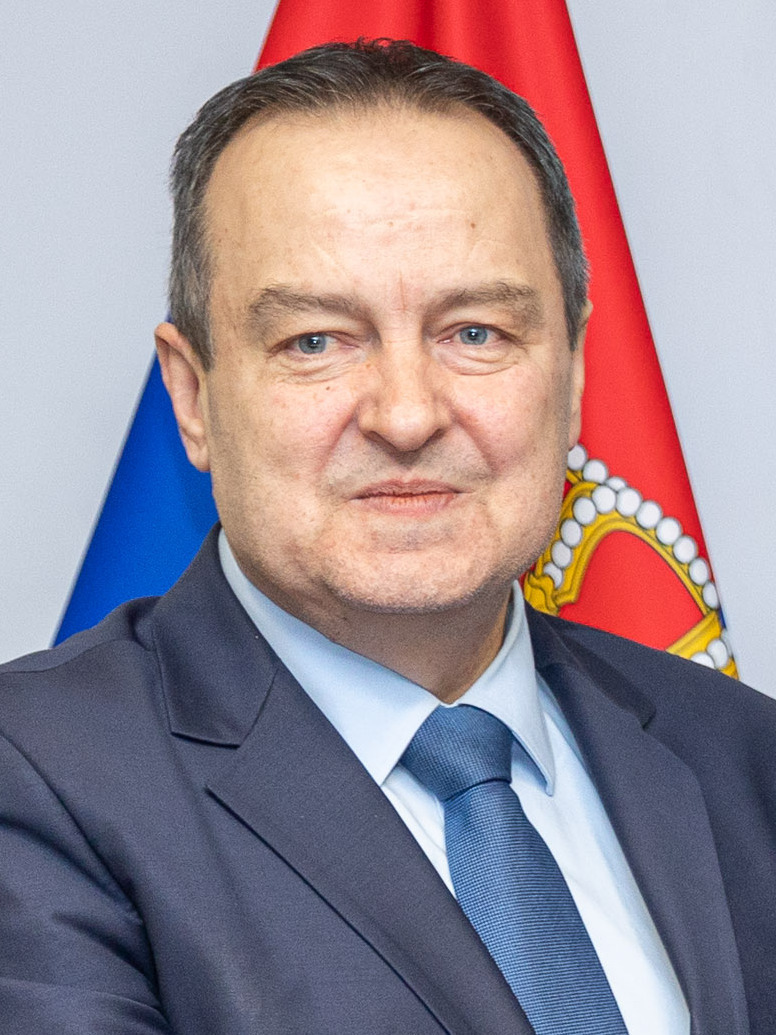
Ivica Dačić 2012-2014 2017, 2024
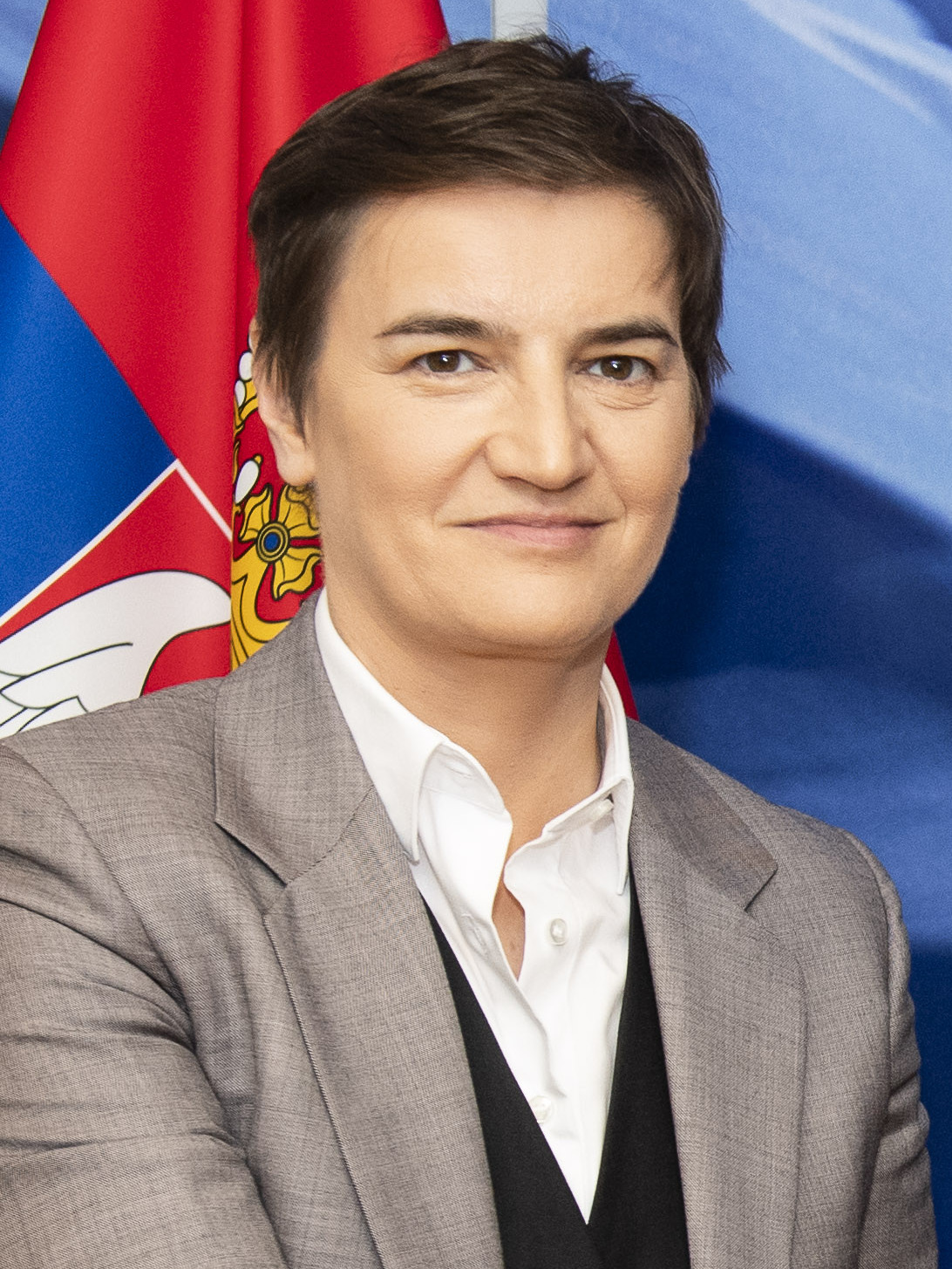
Ana Brnabić 2017-2024
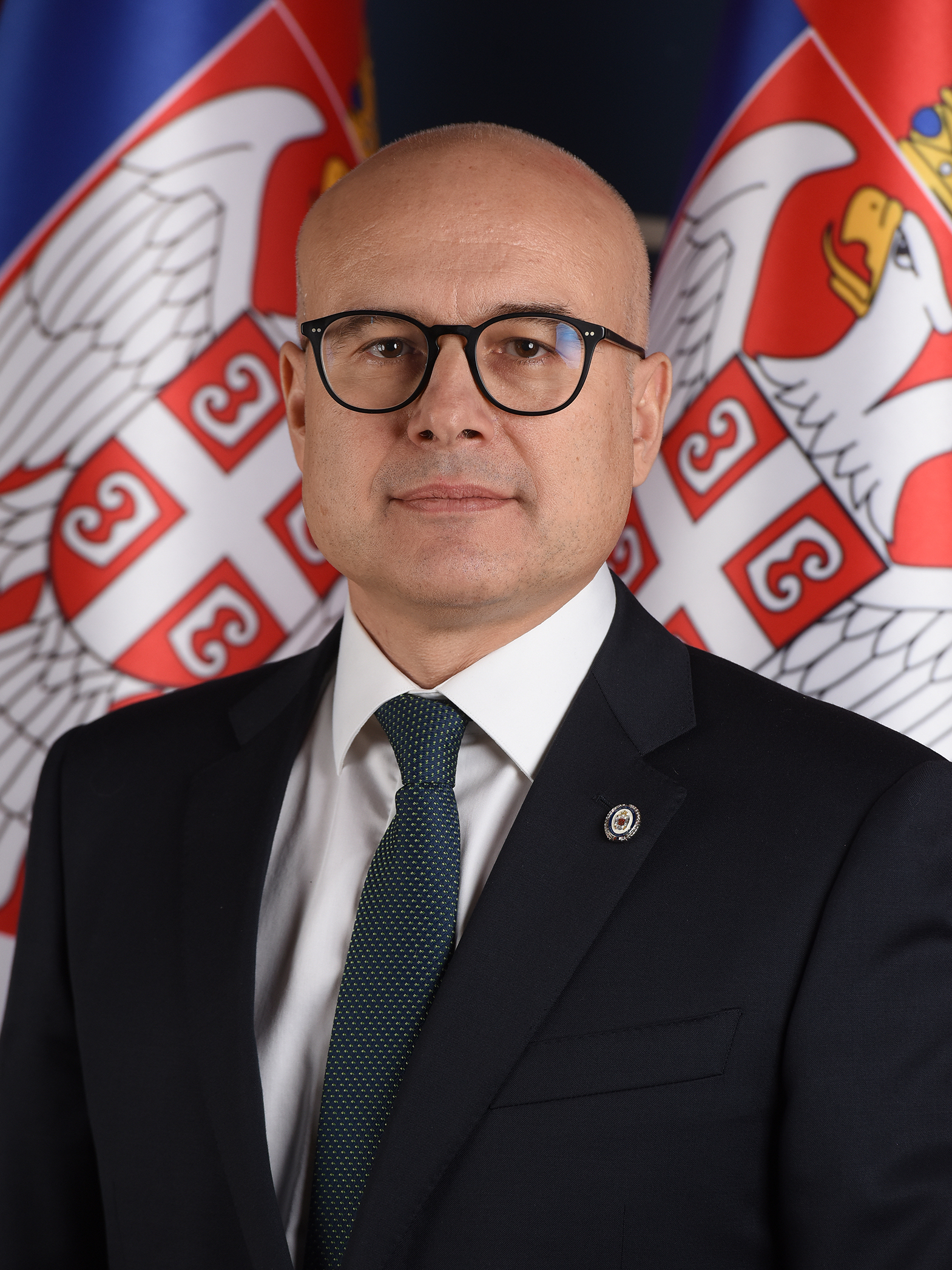
Miloš Vučević 2024-2025